# U-Bahn-Linie U6 (Wien)
| Zug der Type „T“ in der südlichen Endstation Siebenhirten |                          |                                      |                                      |
| Streckenlänge: | 17,339 km                |                                      |                                      |
| Spurweite: | 1435 mm (Normalspur)     |                                      |                                      |
| Stromsystem: | 750 Volt (Oberleitung) = |                                      |                                      |
| Maximale Neigung: | 45 ‰                     |                                      |                                      |
| Streckengeschwindigkeit: | 80 km/h                  |                                      |                                      |
| |                          |                                      |                                      |
| \| \| \| \| \| \| \| \| Siebenhirten \| \| \| \| \| \| \| \| \| \| Perfektastraße \| \| \| \| \| Erlaaer Straße \| \| \| \| \| Abstellanlage Rößlergasse \| \| \| \| \| \| \| \| \| \| \| \| \| \| \| Alterlaa \| \| \| \| \| Am Schöpfwerk \| \| \| \| \| \| \| \| \| \| \| \| \| \| \| Tscherttegasse \| \| \| \| \| Anschlussgleis WLB \| \| \| \| \| \| \| \| \| \| \| \| \| \| \| Bahnhof Meidling \| \| \| \| \| \| \| \| \| \| Niederhofstraße \| \| \| \| \| von Hütteldorf \| \| \| \| \| Längenfeldgasse eingehaust \| \| \| \| \| \| \| \| \| \| nach Heiligenstadt \| \| \| \| \| Wientalbrücke (220,212 m), Wienfluss \| \| \| \| \| \| \| \| \| \| Gumpendorfer Straße \| \| \| \| \| \| \| \| \| \| ehemaliger Stadtbahn-Tunnel bis 1990 \| \| \| \| \| Westbahnhof \| \| \| \| \| \| \| \| \| \| \| \| \| \| \| \| \| \| \| \| \| \| \| \| \| Burggasse-Stadthalle \| \| \| \| \| \| \| \| \| \| Thaliastraße \| \| \| \| \| \| \| \| \| \| Josefstädter Straße \| \| \| \| \| Alser Straße \| \| \| \| \| \| \| \| \| \| \| \| \| \| \| \| \| \| \| \| Michelbeuern-AKH \| \| \| \| \| Betriebsbahnhof Michelbeuern \| \| \| \| \| Anschlussgleis Straßenbahn \| \| \| \| \| \| \| \| \| \| Währinger Straße-Volksoper \| \| \| \| \| \| \| \| \| \| Nußdorfer Straße \| \| \| \| \| nach Heiligenstadt bis 1996 \| \| \| \| \| Spittelau \| \| \| \| \| Verbindungskurve bis 1991 \| \| \| \| \| U6-Donaukanalbrücke, Donaukanal \| \| \| \| \| \| \| \| \| \| \| \| \| \| \| Jägerstraße \| \| \| \| \| \| \| \| \| \| Dresdner Straße \| \| \| \| \| \| \| \| \| \| Handelskai \| \| \| \| \| Georg-Danzer-Steg, Donau \| \| \| \| \| \| \| \| \| \| Neue Donau \| \| \| \| \| Neue Donau \| \| \| \| \| \| \| \| \| \| \| \| \| \| \| Floridsdorf \| \| \| \| \| \| \| |                          |                                      |                                      |
| |                          |                                      |                                      |
| U-Bahn-Bahnhof |                          | Siebenhirten                         | Siebenhirten                         |
| U-Bahn-Überleitstelle / Spurwechsel |                          |                                      |                                      |
| |                          | Perfektastraße                       |                                      |
| |                          | Erlaaer Straße                       |                                      |
| U-Bahn-Betriebs-/Güterbahnhof Streckenanfang |                          | Abstellanlage Rößlergasse            | Abstellanlage Rößlergasse            |
| |                          |                                      |                                      |
| U-Bahn-Überleitstelle / Spurwechsel |                          |                                      |                                      |
| U-Bahn-Haltepunkt / Haltestelle Anfang Hochstrecke |                          | Alterlaa                             | Alterlaa                             |
| U-Bahn-Haltepunkt / Haltestelle |                          | Am Schöpfwerk                        | Am Schöpfwerk                        |
| U-Bahn-Strecke Ende Hochstrecke |                          |                                      |                                      |
| U-Bahn-Überleitstelle / Spurwechsel |                          |                                      |                                      |
| U-Bahn-Haltepunkt / Haltestelle |                          | Tscherttegasse                       | Tscherttegasse                       |
| U-Bahn-Abzweig geradeaus und nach rechts |                          | Anschlussgleis WLB                   | Anschlussgleis WLB                   |
| U-Bahn-Tunnelanfang |                          |                                      |                                      |
| |                          |                                      |                                      |
| U-Bahn-Haltepunkt / Haltestelle (im Tunnel) |                          | Bahnhof Meidling                     | Bahnhof Meidling                     |
| U-Bahn-Überleitstelle / Spurwechsel (im Tunnel) |                          |                                      |                                      |
| U-Bahn-Haltepunkt / Haltestelle (im Tunnel) |                          | Niederhofstraße                      | Niederhofstraße                      |
| U-Bahn-Abzweig geradeaus und von links (im Tunnel) · U-Bahn-Strecke quer (im Tunnel) |                          | von Hütteldorf                       | von Hütteldorf                       |
| U-Bahn-Bahnhof (im Tunnel) |                          | Längenfeldgasse eingehaust           | Längenfeldgasse eingehaust           |
| U-Bahn-Tunnelende |                          |                                      |                                      |
| U-Bahn-Abzweig geradeaus und nach rechts |                          | nach Heiligenstadt                   | nach Heiligenstadt                   |
| U-Bahn-Strecke unter Wasserlauf Anfang Hochstrecke |                          | Wientalbrücke (220,212 m), Wienfluss | Wientalbrücke (220,212 m), Wienfluss |
| U-Bahn-Überleitstelle / Spurwechsel |                          |                                      |                                      |
| U-Bahn-Haltepunkt / Haltestelle |                          | Gumpendorfer Straße                  | Gumpendorfer Straße                  |
| U-Bahn-Tunnelanfang |                          |                                      |                                      |
| |                          | ehemaliger Stadtbahn-Tunnel bis 1990 |                                      |
| U-Bahn-Strecke quer (im Tunnel) · U-Bahn-Turmhaltepunkt mit Tunnelstrecke und geradeaus oben (im Tunnel) · U-Bahn-Kreuzung mit Tunnelstrecke und geradeaus oben (Strecke geradeaus außer Betrieb) (im Tunnel) |                          | Westbahnhof                          | Westbahnhof                          |
| U-Bahn-Strecke (außer Betrieb) (im Tunnel) |                          |                                      |                                      |
| |                          |                                      |                                      |
| U-Bahn-Überleitstelle / Spurwechsel (im Tunnel) |                          |                                      |                                      |
| |                          |                                      |                                      |
| |                          | Burggasse-Stadthalle                 |                                      |
| |                          |                                      |                                      |
| U-Bahn-Haltepunkt / Haltestelle Anfang Hochstrecke |                          | Thaliastraße                         | Thaliastraße                         |
| U-Bahn-Überleitstelle / Spurwechsel |                          |                                      |                                      |
| U-Bahn-Haltepunkt / Haltestelle |                          | Josefstädter Straße                  | Josefstädter Straße                  |
| U-Bahn-Haltepunkt / Haltestelle |                          | Alser Straße                         | Alser Straße                         |
| U-Bahn-Strecke Ende Hochstrecke |                          |                                      |                                      |
| |                          |                                      |                                      |
| U-Bahn-Überleitstelle / Spurwechsel · U-Bahn-Strecke |                          |                                      |                                      |
| U-Bahn-Haltepunkt / Haltestelle · U-Bahn-Strecke |                          | Michelbeuern-AKH                     | Michelbeuern-AKH                     |
| U-Bahn-Dienststation / Betriebs- oder Güterbahnhof |                          | Betriebsbahnhof Michelbeuern         | Betriebsbahnhof Michelbeuern         |
| U-Bahn-Abzweig geradeaus und von links · U-Bahn-Abzweig quer und nach rechts |                          | Anschlussgleis Straßenbahn           | Anschlussgleis Straßenbahn           |
| U-Bahn-Strecke geradeaus |                          |                                      |                                      |
| U-Bahn-Haltepunkt / Haltestelle |                          | Währinger Straße-Volksoper           | Währinger Straße-Volksoper           |
| U-Bahn-Überleitstelle / Spurwechsel |                          |                                      |                                      |
| U-Bahn-Haltepunkt / Haltestelle |                          | Nußdorfer Straße                     | Nußdorfer Straße                     |
| U-Bahn-Abzweig geradeaus und ehemals nach links · U-Bahn-Strecke geradeaus und quer (außer Betrieb) |                          | nach Heiligenstadt bis 1996          | nach Heiligenstadt bis 1996          |
| U-Bahn-Abzweig quer und ehemals von rechts · U-Bahn-Turmhaltepunkt · U-Bahn-Strecke quer |                          | Spittelau                            | Spittelau                            |
| U-Bahn-Strecke nach links und Anfang Hochstrecke (außer Betrieb) · U-Bahn-Abzweig geradeaus und ehemals nach rechts |                          | Verbindungskurve bis 1991            | Verbindungskurve bis 1991            |
| U-Bahn-Strecke unter Wasserlauf |                          | U6-Donaukanalbrücke, Donaukanal      | U6-Donaukanalbrücke, Donaukanal      |
| U-Bahn-Tunnelanfang |                          |                                      |                                      |
| U-Bahn-Überleitstelle / Spurwechsel (im Tunnel) |                          |                                      |                                      |
| U-Bahn-Haltepunkt / Haltestelle (im Tunnel) |                          | Jägerstraße                          | Jägerstraße                          |
| U-Bahn-Überleitstelle / Spurwechsel (im Tunnel) |                          |                                      |                                      |
| U-Bahn-Haltepunkt / Haltestelle (im Tunnel) |                          | Dresdner Straße                      | Dresdner Straße                      |
| U-Bahn-Tunnelende |                          |                                      |                                      |
| U-Bahn-Haltepunkt / Haltestelle |                          | Handelskai                           | Handelskai                           |
| U-Bahn-Strecke unter Wasserlauf |                          | Georg-Danzer-Steg, Donau             | Georg-Danzer-Steg, Donau             |
| U-Bahn-Überleitstelle / Spurwechsel |                          |                                      |                                      |
| U-Bahn-Strecke unter Wasserlauf |                          | Neue Donau                           | Neue Donau                           |
| U-Bahn-Haltepunkt / Haltestelle |                          | Neue Donau                           | Neue Donau                           |
| U-Bahn-Tunnelanfang |                          |                                      |                                      |
| U-Bahn-Überleitstelle / Spurwechsel (im Tunnel) |                          |                                      |                                      |
| U-Bahn-Bahnhof (im Tunnel) |                          | Floridsdorf                          | Floridsdorf                          |
| |                          |                                      |                                      |

Die U-Bahn-Linie U6 der Wiener U-Bahn verbindet den südlichen 23. Bezirk, Liesing,  mit dem nördlich gelegenen 21. Bezirk, Floridsdorf, und führt dabei großteils entlang des Wiener Gürtels. Mit 24 Stationen und einer Streckenlänge von insgesamt 17,4 Kilometern, von denen der größere Teil oberirdisch verläuft, ist sie die zweitlängste U-Bahn-Linie Wiens. Sie ist seit 1996 die zweite U-Bahn-Strecke, die das nördliche Donauufer erreicht. Die durchschnittliche Reisezeit zwischen den beiden Endstationen Siebenhirten und Floridsdorf beträgt 34 Minuten. Ihre Kernstrecke mit den in den 1980er Jahren aufwändig sanierten Stationen entlang des westlichen Gürtels wurde gegen Ende des 19. Jahrhunderts als Teil der damaligen Wiener Dampfstadtbahn erbaut und zählt daher zu den ältesten Teilen des Wiener U-Bahn-Netzes. Die U6 nahm den Betrieb auf der adaptierten Strecke der Wiener Elektrischen Stadtbahn sowie einer anschließenden Neubaustrecke 1989 auf, Erweiterungen folgten 1994 im Süden und 1996 im Norden. Sie war mit fast 130 Millionen Fahrgästen im Jahr 2011 die am stärksten frequentierte U-Bahn-Linie der Stadt, wurde aber mittlerweile von der U1 überholt. Ihre Kennfarbe ist Ockerbraun.
Die U6 ist im Gegensatz zu den anderen U-Bahn-Linien nicht mit Stromschienen, sondern mit Oberleitung elektrifiziert, außerdem erfolgt der Betrieb mit ortsfesten Signalen statt der ansonsten üblichen linienförmigen Zugbeeinflussung. Wegen dieser Besonderheiten werden auf der U6 eigene Fahrzeuge, die mit dem übrigen Netz nicht kompatibel sind, eingesetzt. Zudem sind die Bahnsteige niedriger (35 statt 95 Zentimeter).

## Verlauf

Maßstabsgetreue Darstellung des Verlaufs der Linie U6

### Von Siebenhirten bis Längenfeldgasse
Die U6 beginnt in Hochlage bei der Station Siebenhirten im 23. Bezirk, Liesing. Von dort verläuft sie parallel zur Triester Straße bzw. Altmannsdorfer Straße Richtung Norden. Es folgen die Stationen Perfektastraße und Erlaaer Straße, ehe die Station Alterlaa erreicht wird. Hier befindet sich eine Abstell- und Revisionshalle. Wochentags in den Abendstunden beginnt jeder zweite Zug hier. Nach der Station Alterlaa schwenkt die Trasse Richtung Nordosten und überquert die Altmannsdorfer Straße sowie den Altmannsdorfer Ast der Südosttangente. Es folgen die Stationen Am Schöpfwerk und Tscherttegasse. Nach Letzterer befindet sich eine Gleisverbindung von der U6 zur Badner Bahn, ehe die Trasse in einem Tunnel verschwindet. Es folgt die erste unterirdische Station, Bahnhof Meidling. Ab hier verläuft die Trasse parallel zur Meidlinger Hauptstraße zur Station Niederhofstraße. Danach schwenkt die Trasse in Richtung Osten und erreicht die Station Längenfeldgasse, die sich parallel zum Wienfluss erstreckt. Hier besteht die Möglichkeit, zur Linie U4 umzusteigen. In dieser Station besteht auch eine Gleisverbindung zur U4.

### Von Längenfeldgasse bis Spittelau
Nach der Station Längenfeldgasse geht die Trasse wieder in Hochlage über und schwenkt wieder Richtung Norden, überquert auf der Wientalbrücke die Wienzeile sowie den Wienfluss und erreicht schließlich die Station Gumpendorfer Straße in Hochlage. Im Anschluss verläuft die Trasse in Tieflage des Gürtels. Es folgt die unterirdische Station Westbahnhof sowie die Station Burggasse-Stadthalle in Tieflage, ehe die Trasse wieder leicht ansteigt. Die nächste Station, Thaliastraße, befindet sich in etwa auf Straßenniveau; sie wurde erst 1980 eingerichtet und weist nicht das klassische Stadtbahn-Design auf. Die Stationen Josefstädter Straße und Alser Straße befinden sich auf den Stadtbahnbögen. Vor der nächsten Station, Michelbeuern, sinkt die Trasse wieder auf Straßenniveau. Diese Zugangsstelle ist ebenfalls ein in den 1980er Jahren errichteter Neubau. Hier befindet sich auch der Betriebsbahnhof der Linie U6. Im Anschluss erhebt sich die Trasse wieder auf die Stadtbahnbögen und folgt dem Gürtel weiter zu den Stationen Währinger Straße-Volksoper und Nußdorfer Straße. Im Anschluss schwenkt die Trasse Richtung Osten und erreicht die Station Spittelau, wo zu S-Bahn, Regionalbahn und zur Linie U4 umgestiegen werden kann.

### Von Spittelau bis Floridsdorf
Nach der Station Spittelau überquert die U6 den Donaukanal und verschwindet in einem Tunnel. Es folgen die unterirdischen Stationen Jägerstraße und Dresdner Straße. Danach führt die Trasse aus dem Tunnel und erreicht in Hochlage die Station Handelskai. Hier kann zu den Linien der S-Bahn-Stammstrecke sowie zur Vorortelinie S45 umgestiegen werden. Die U6 überquert im Anschluss die Donau und die Neue Donau auf einer eigenen Brücke, parallel zur Nordbahnbrücke. Es folgt die Station Neue Donau, direkt im Naherholungsgebiet Donauinsel, ehe die Trasse wieder in einen Tunnel verschwindet und die Endstation Floridsdorf erreicht, in der auch wieder eine Umsteigemöglichkeit zur S-Bahn besteht.

## Geschichte

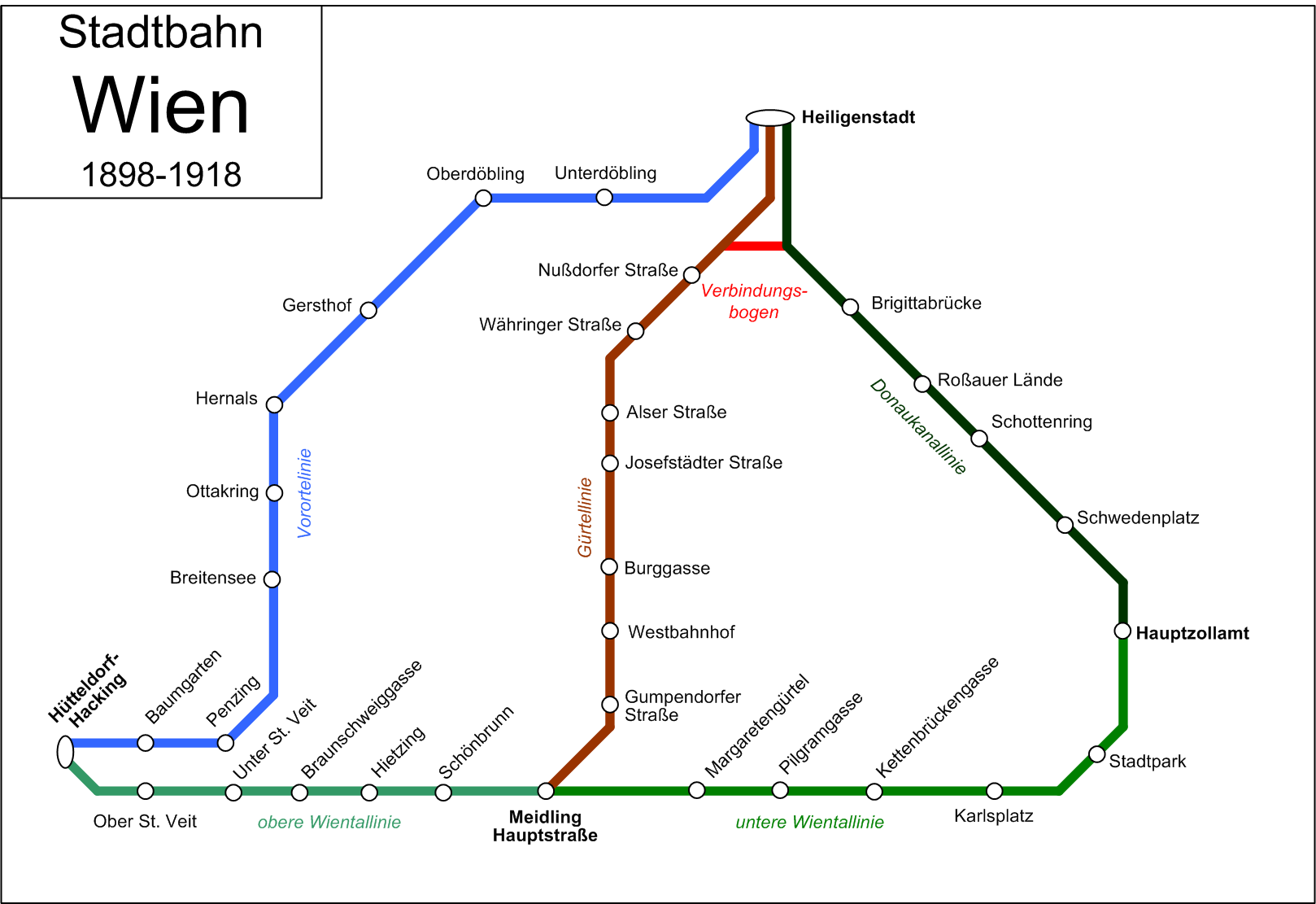
Netz der Stadtbahn. Die braune Linie entspricht im Wesentlichen dem Mittelteil der heutigen U6.

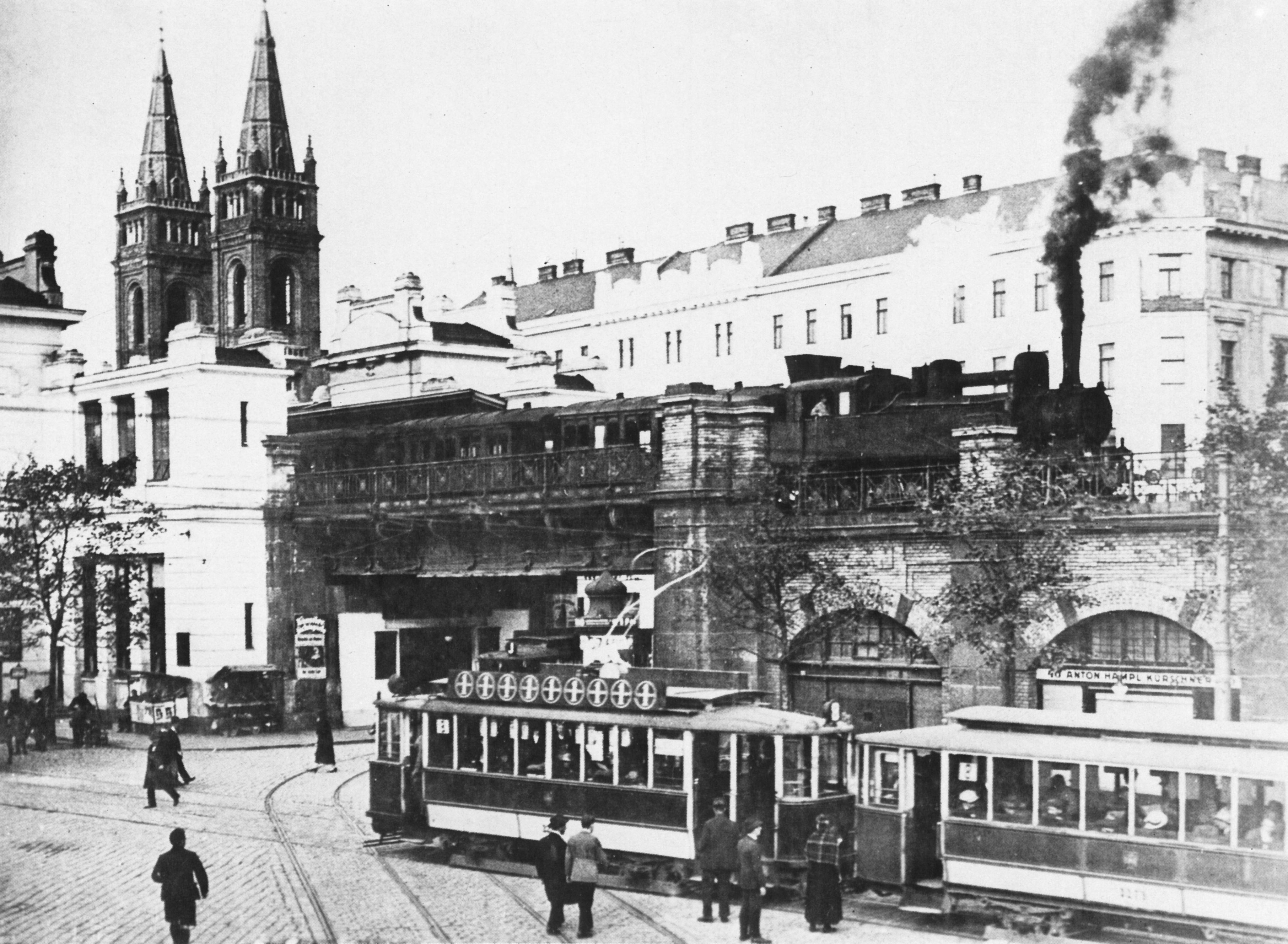
Station Josefstädter Straße zu Zeiten der Dampfstadtbahn, oben ein Zug aus Stadtbahnwagen und einer Lokomotive der Reihe 30

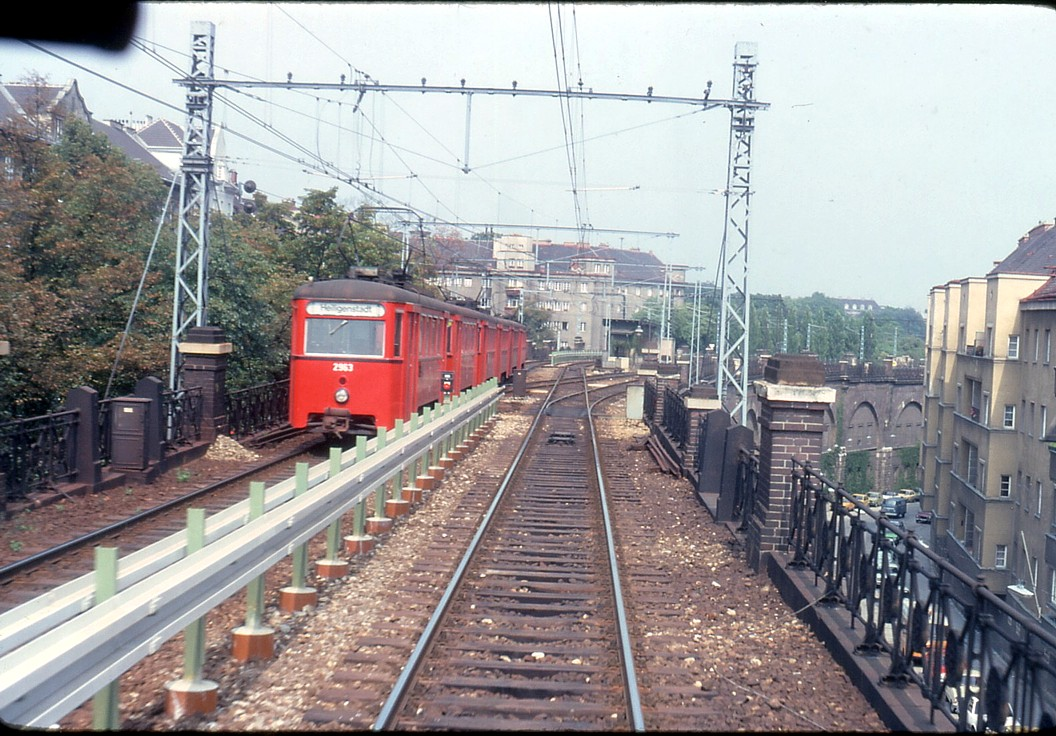
Abzweigstelle Nussdorfer Straße im Jahr 1980, der N_{1}/n_{2}-Stadtbahnzug fährt geradeaus nach Heiligenstadt, rechts die Strecke Richtung Friedensbrücke

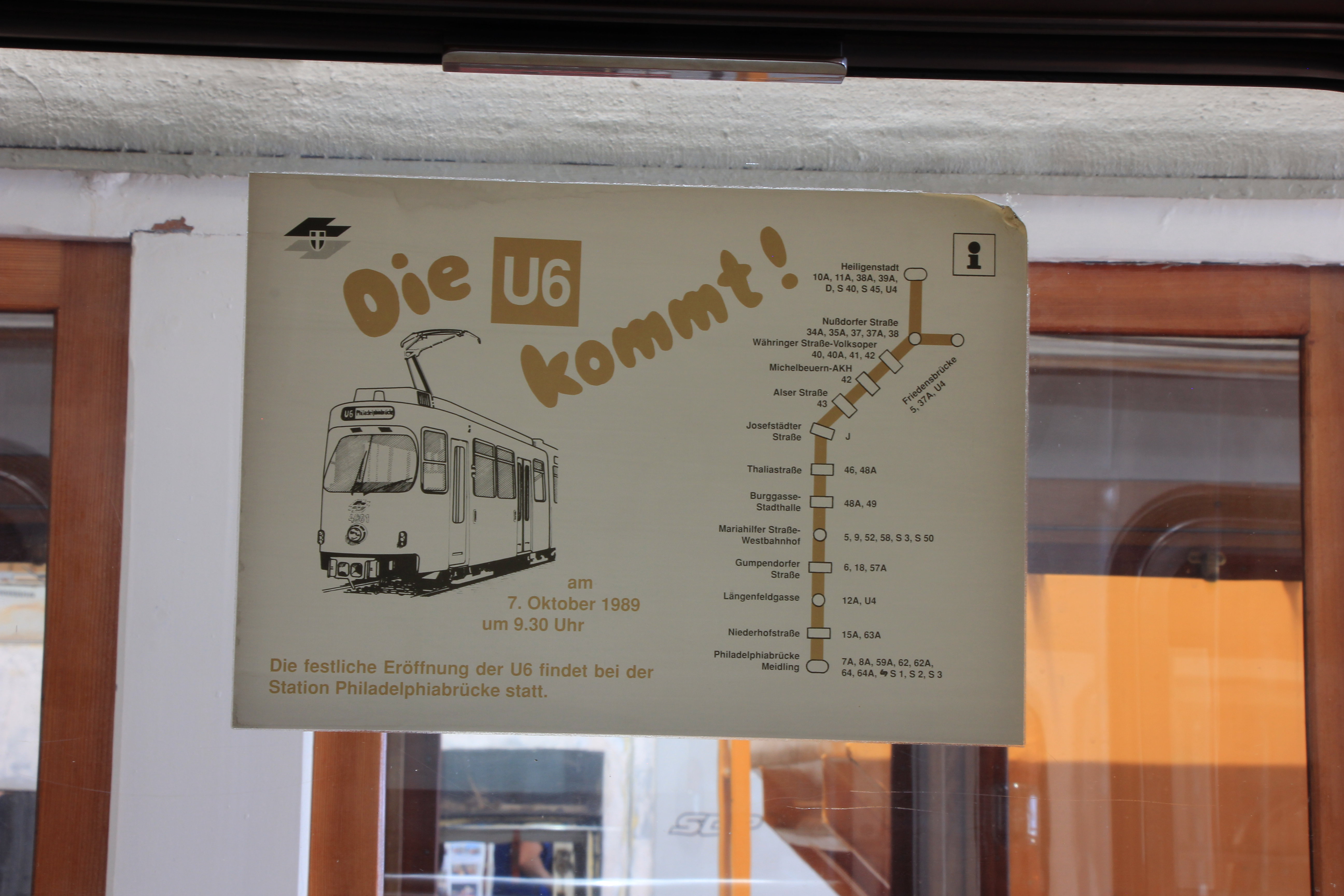
Reklame anlässlich der Inbetriebnahme der U6

### Stammstrecke
Im Mittelteil der Strecke, auch Stammstrecke oder Gürtelstammstrecke genannt, verläuft die U6 auf der Trasse der ehemaligen Gürtel-Linie der 1898 eröffneten Wiener Dampfstadtbahn, aus der schließlich 1925 die Wiener Elektrische Stadtbahn hervorging. Sie führte von der Station Meidling Hauptstraße bis zum Bahnhof Heiligenstadt. Später wurde der Verbindungsbogen zur Donaukanallinie errichtet, der an der Abzweigstelle Nußdorfer Straße begann und zur Station Friedensbrücke führte. 1925 wurde die Strecke von der Stadt Wien übernommen und elektrifiziert. Im gleichen Jahr wurde auch die gemischte Straßenbahn- und Stadtbahnlinie 18G eingeführt, die bis 1945 an der Gumpendorfer Straße zwischen den beiden Systemen hin- und herwechselte.
Im Zuge des U-Bahn-Baues in den 1970er Jahren wurde die Gürtellinie zunächst nicht einbezogen und verblieb als Stadtbahn. 1980 wurde die neue Station Thaliastraße errichtet. Schließlich entschloss man sich doch, die Gürtellinie auch ins U-Bahn-Netz einzugliedern. Ab 1985 verkehrten die Züge der Gürtellinie Richtung Süden nur noch bis zur Station Gumpendorfer Straße.
Südlich der Wientalquerung wurde die alte Abzweigung von der Wientallinie abgerissen und neu gebaut. An dieser Stelle wurde die Station Längenfeldgasse als neuer Knotenpunkt zwischen U4 und U6 errichtet. Von dieser wurde eine neue Tunnelstrecke zur Station Bahnhof Meidling gebaut. Der Boden unter dem Fernmeldeamt Meidling zwischen Niederhofstraße und Arndtstraße wurde mit kalter Kalzium-Chlorid-Sole vereist, um ein Absetzen, vor allem ein ungleichmäßiges Absinken der Fundamente, zu minimieren.
Ab 1987 wurde außerdem die Station Michelbeuern beim Allgemeinen Krankenhaus, bis dahin ein reiner Betriebsbahnhof, regulär im Personenverkehr bedient. Am 7. Oktober 1989 wurde die verlängerte Strecke erstmals als U6 in Betrieb genommen und führte vom Bahnhof Meidling bis zur Nußdorfer Straße und von dort abwechselnd weiter nach Heiligenstadt oder zur Friedensbrücke. Damit war die Wiener Stadtbahn endgültig Geschichte. 1990 wurde im Zuge des Baues der Linie U3 die Trasse der U6 im Bereich des Westbahnhofes weiter nach Osten verschwenkt und eine neue unterirdische Station Westbahnhof zwischen den Gürtelfahrbahnen errichtet. Bereits 1991 begannen die Bauarbeiten für die Verlängerung der U6 nach Floridsdorf und der Ast zur Friedensbrücke wurde eingestellt.

### Außenäste

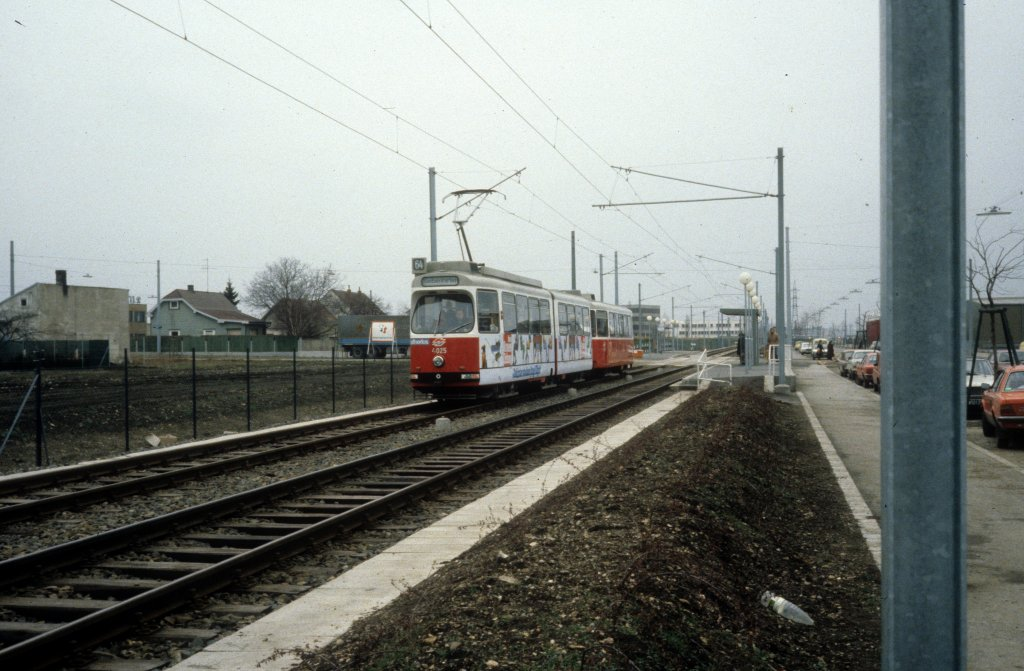
1980: Die Linie 64 fährt als Schnellstraßenbahn nach Siebenhirten

In den 1970er Jahren wurde die neue Linie 64 als Schnellstraßenbahn errichtet, die ab 1979 vom Westbahnhof nach Siebenhirten führte. Bis Meidling benutzte sie das bestehende Straßenbahnnetz. Ab dort nutzte sie kurz die Strecke der Badner Bahn und zweigte nach der Wienerbergstraße auf die heutige U6-Trasse ab. Sie führte auf einer eigenen Hochtrasse weiter nach Alterlaa und von dort auf Bodenniveau bis Siebenhirten. 1983 wurde mit dem Bau des Tunnels beim Bahnhof Wien-Meidling begonnen. Der südliche Teil umfasst neben den zwei seitlichen Streckentunneln eine zusätzliche Tunnelröhre für ein Kehrgleis. Alle drei wurden in NÖT-Bauweise errichtet. Der Bahnhof Wien-Meidling wurde in offener Bauweise unterquert. Für die Aufrechterhaltung des starken Eisenbahnbetriebes mussten zahlreiche Hilfsbrücken aus Stahl eingebaut werden. Mit der Inbetriebnahme der neugebauten Tunnelstrecke im Rahmen der Eröffnung der Linie U6 wurde die Schnellstraßenbahnlinie 64 stadtseitig bis Meidling verkürzt, sie sollte jedoch eigenständig und Teil des Straßenbahnnetzes bleiben. Nach nur kurzer Betriebszeit wurde jedoch entschieden, die Schnellstraßenbahnstrecke in die U6 einzubeziehen. Neben erheblichen Umbauten zwischen Meidling beziehungsweise Philadelphiabrücke und Tscherttegasse musste der erst etwas mehr als zehn Jahre alte Endabschnitt Alterlaa–Siebenhirten für die niveaufreie Führung hochgelegt und damit völlig neu errichtet werden. Am 8. April 1995 wurde der Betrieb der Linie 64 eingestellt. In der folgenden Woche stellte man die endgültigen Verbindungen zwischen der Tunnelstrecke und der Hochstrecke nach Siebenhirten her. Seit dem 15. April 1995 verkehren die Züge der U6 bis Siebenhirten.
Ein Jahr später wurde der neue Nordast von der Station Nußdorfer Straße nach Floridsdorf eröffnet und gleichzeitig die alte Strecke nach Heiligenstadt eingestellt. Im Zuge dieser Verlängerung wurden auch die Stationen Spittelau entlang der Franz-Josefs-Bahn und der U4 sowie die Station Handelskai an der S-Bahn-Stammstrecke errichtet.
In den 1980er Jahren sahen die Planungen auch eine Variante vor, die die U6 via U4-Station Friedensbrücke und S-Bahn-Station Traisengasse nach Floridsdorf geführt hätte. Diese Idee wurde allerdings im Laufe der Zeit verworfen.
Derzeit wird untersucht, ob eine Weiterführung bis Stammersdorf im Norden sinnvoll ist. Das Gebiet sei schon jetzt gut von den Straßenbahnen 30 und 31 bedient und eine längere Strecke der U6 könne mehr Störungen auf der Linie verursachen.

### Gegenwart
Die Stationen Gumpendorfer Straße, Burggasse, Josefstädter Straße, Alser Straße, Währinger Straße und Nußdorfer Straße sind heute noch beinahe im Originalzustand der Architektur Otto Wagners erhalten. Es wurden lediglich die Bahnsteige verlängert und Aufzüge eingebaut.
Im Sommer 2011 wurde erstmals in der Geschichte der Wiener U-Bahn eine Strecke über eine längere Zeit eingestellt. Von Mitte Juli bis Ende August war die U6-Strecke Westbahnhof–Alser Straße gesperrt. Grund hierfür war die Sanierung der U-Bahn-Station Josefstädter Straße, die auch ein Durchfahren der Station unmöglich machte. Als Ersatz wurde die Straßenbahn-Sonderlinie „E“ eingerichtet, die zwischen Westbahnhof und Nußdorfer Straße verkehrte. Seit dem 29. August 2011 verkehrt die Linie U6 wieder auf der gesamten Strecke, die Station Josefstädter Straße blieb noch bis zum 25. November 2011 gesperrt, die Sanierungsarbeiten dauerten noch bis 2013 an.
Am 5. Oktober 2013 wurde die Station Philadelphiabrücke in Bahnhof Meidling umbenannt. Damit erfolgte eine Angleichung an die Bezeichnung des ÖBB-Bahnhofs.
Im Unterschied zu anderen U-Bahn-Linien Wiens verläuft die U6 auf weiten Strecken oberirdisch. Dadurch werden in den Wagen durch Besonnung bei Hitze hohe Innentemperaturen erreicht. Erstmals innerhalb der U-Bahn Wiens sollte im Dezember 2018 in den Wagen der U6 daher ein Verbot für stark riechende Speisen eingeführt werden, über den Inhalt der Liste verbotener Speisen sollten Bürger via App mitentscheiden können. Im Rahmen der Kampagne kamen die Wiener Linien in die Kritik, als auf einem Werbeplakat ein schwarzes, Döner essendes Schaf zu sehen war. Rassismus-Vorwürfe wurden laut, woraufhin die Plakate entfernt und durch andere ersetzt wurden. Die Internet-Online-Abstimmung der Wiener Linien, in der gefragt wurde, ob Speisen aus der U6 zukünftig verbannt werden sollten, endete am 12. August 2018. Das Ergebnis wurde von der zuständigen Stadträtin Ulli Sima (SPÖ) präsentiert. Demnach sollten ab dem 1. September 2018 alle Speisen aus der U6 und ab dem 15. Jänner 2019 auch aus allen anderen Wiener U-Bahn-Linien verbannt werden. Am 1. September 2018 trat das Essverbot in der U6, wie angekündigt, in Kraft. Dies sollte vom Security-Team der Wiener Linien überwacht werden, wofür das Personal aufgestockt wurde. Strafen sollte es vorerst keine geben. Außerdem wurden bis Juli 2020 auch die älteren Garnituren mit Klimaanlagen ausgestattet.
Zu den Hauptverkehrszeiten morgens und nachmittags wurde bis Mai 2020 werktags jeder zweite Zug erst ab / bis Alterlaa geführt. Grund hierfür war einerseits die schwache Auslastung der südlichen U6, andererseits die Abstellhalle, die sich in Alterlaa befindet. Seit dem 11. Mai 2020 verkehrt die U6 generell bis Siebenhirten.

## Architektur
Während man im Wiener U-Bahn-Netz grundsätzlich ein möglichst durchgängiges Liniendesign anstrebt, zeichnen sich die Stationen der U6 als einzige durch ihren Stilmix aus. Die heutige U6 ist über einen Zeitraum von mehreren Jahrzehnten entstanden, einige ihrer Stationen sind signifikant für ihre Zeit und haben auch architektonischen Wert.

### Historische Bauten nach Entwürfen von Otto Wagner

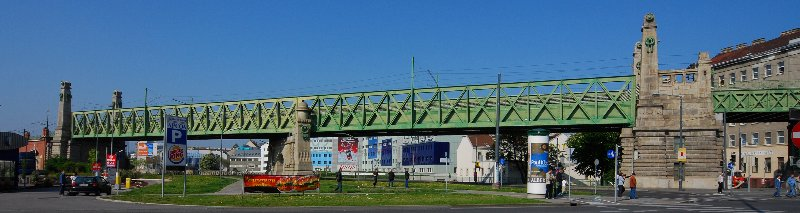
Wientalbrücke über die Wienzeile und den Wienfluss

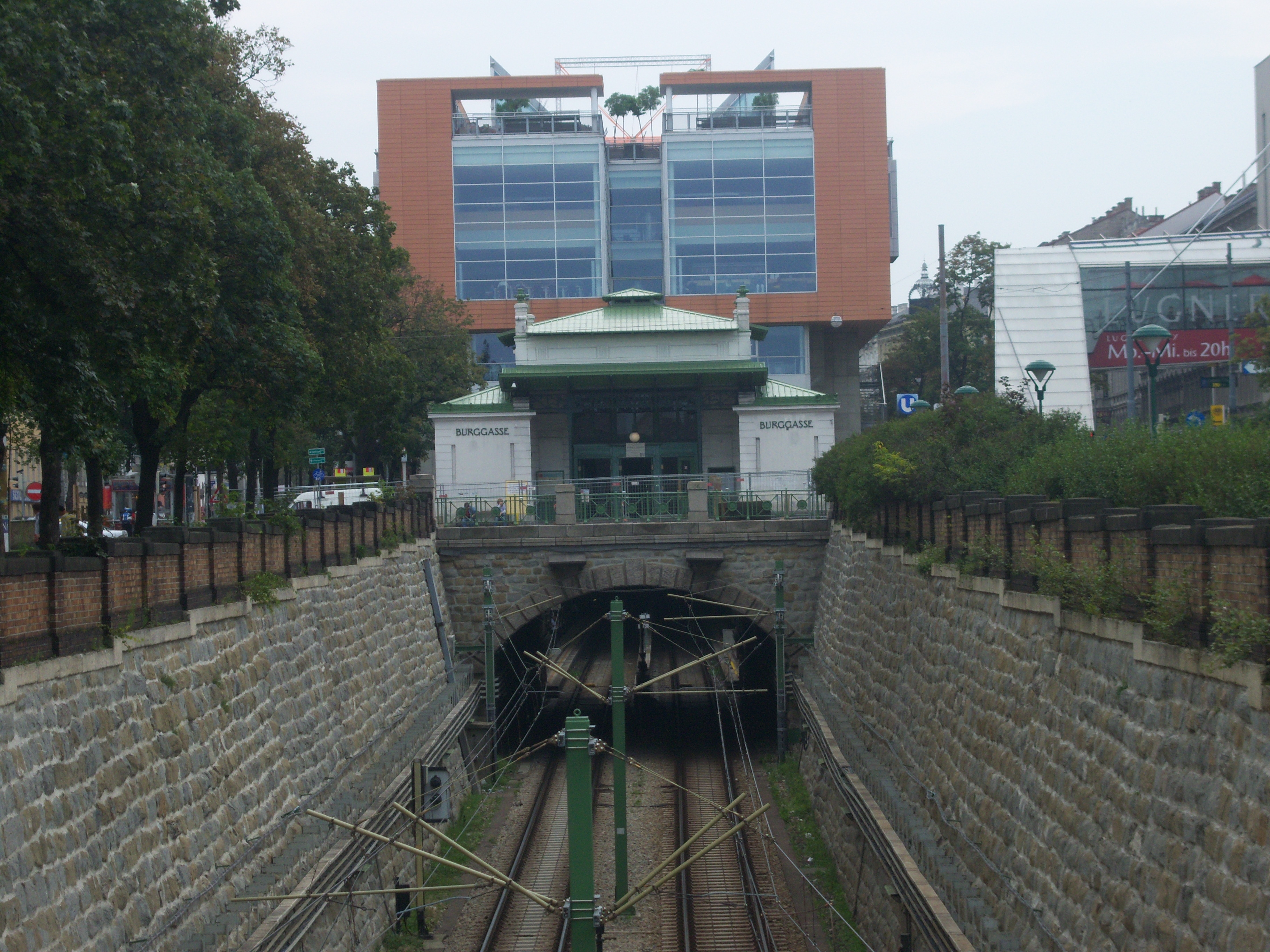
Tiefstation Burggasse-Stadthalle
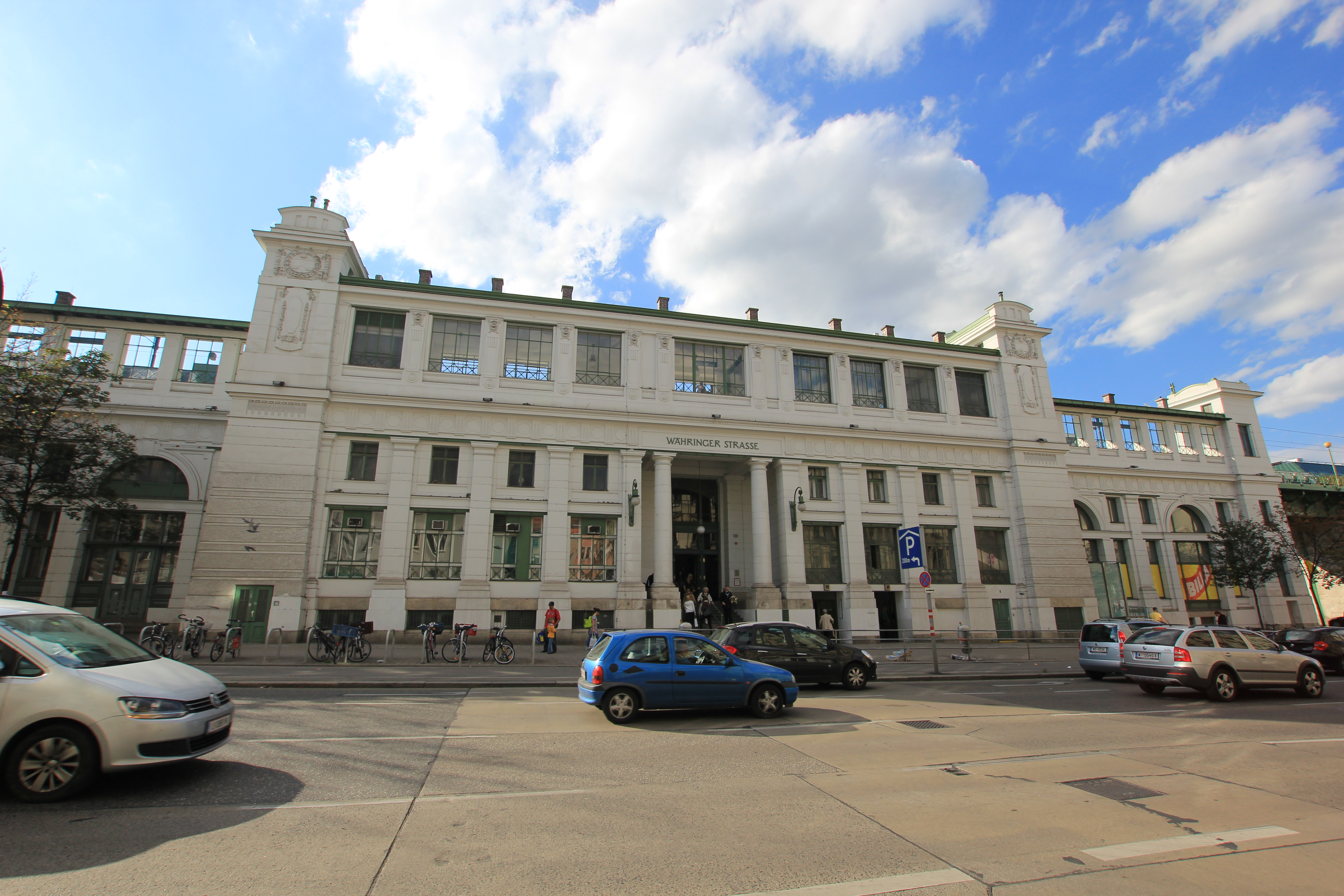
Hochstation Währinger Straße mit …
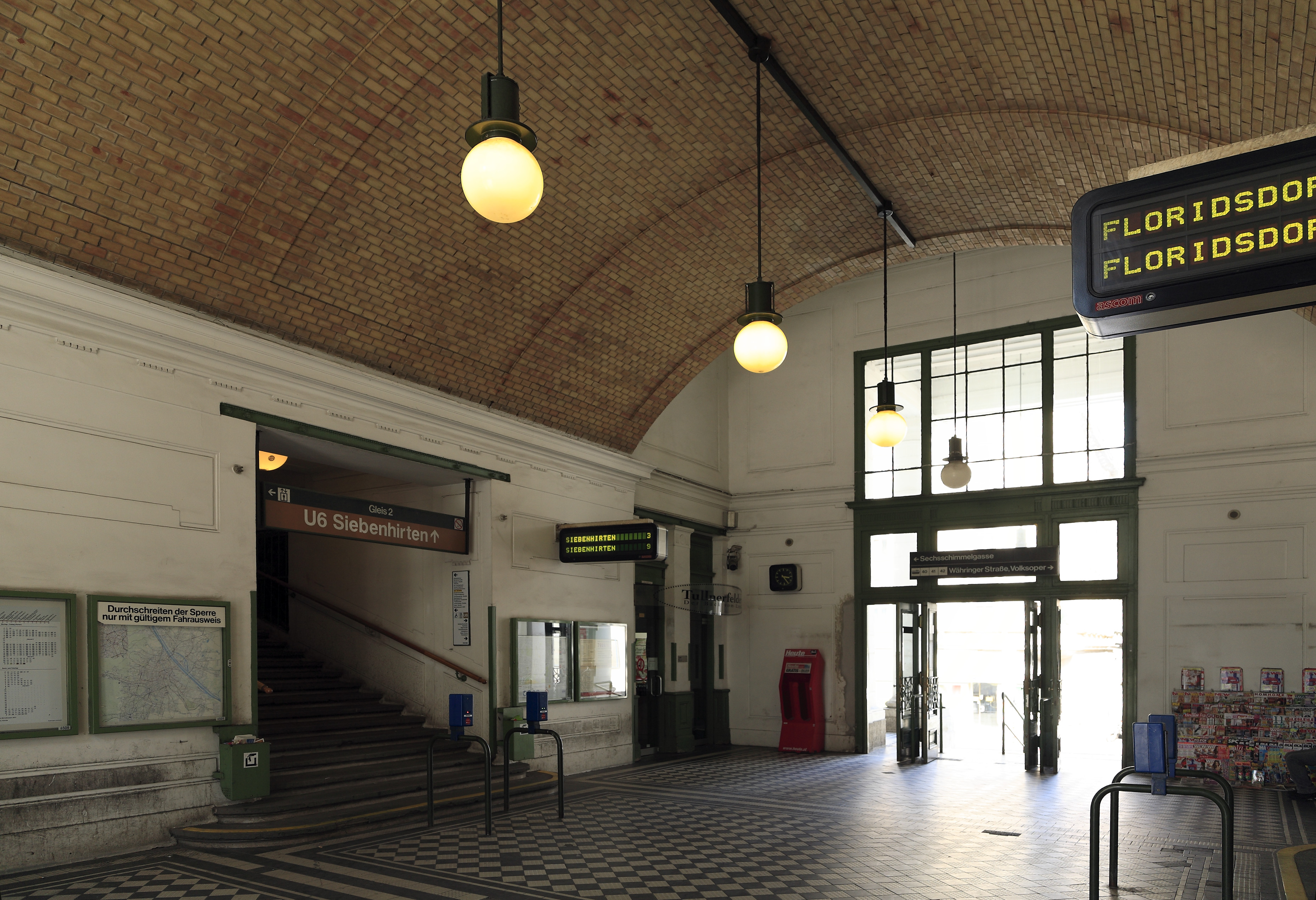
Eingangshalle und …
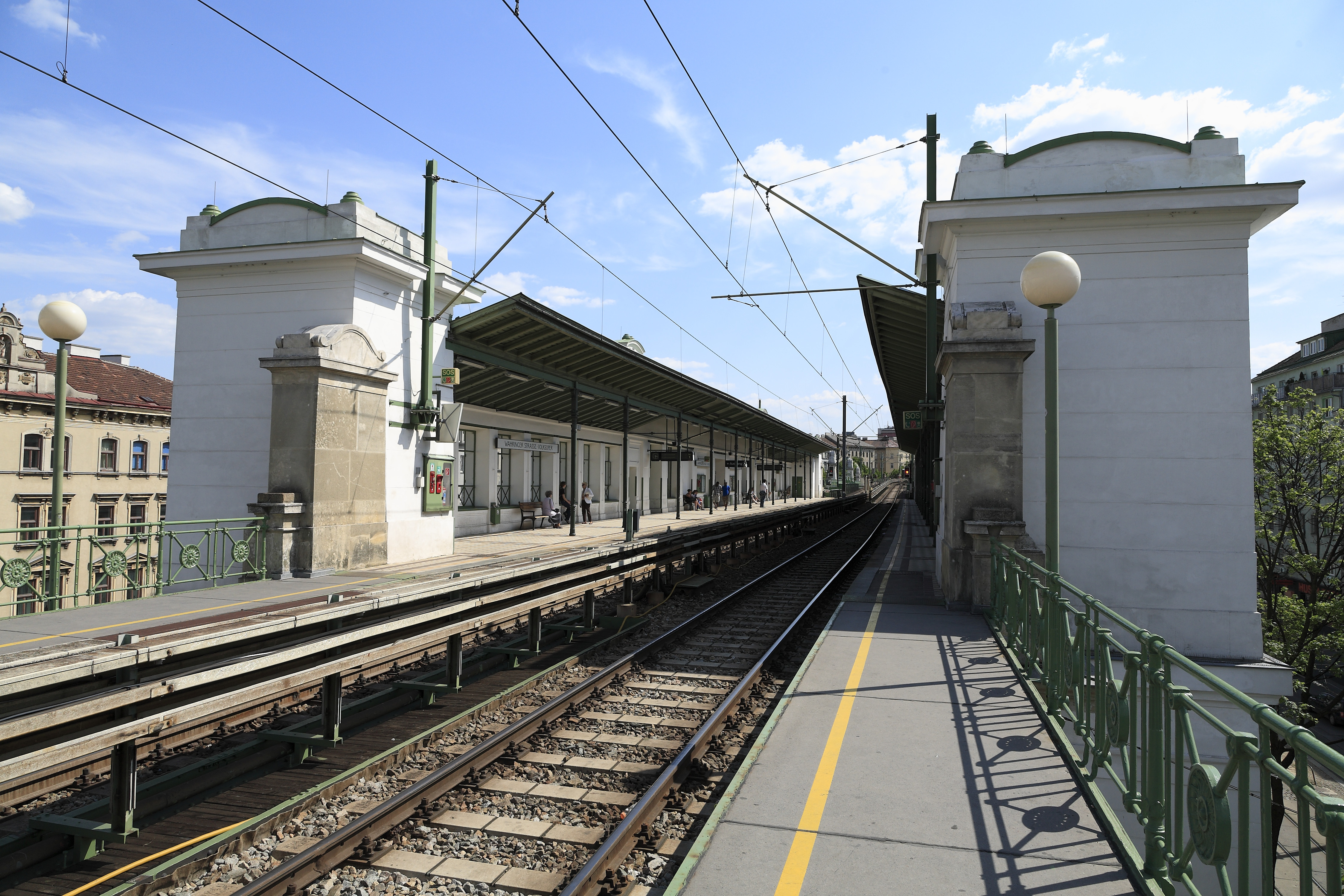
… Bahnsteigen

Die von der U6 befahrene Gürtellinie ist Teil der ehemaligen Wiener Stadtbahn, die von Otto Wagner gestaltet wurde. In dieses Projekt waren zeitweise bis zu 70 Mitarbeiter unter der Leitung von Joseph Maria Olbrich eingebunden. Die Planungen umfassten Unterbau, Hochbauten (Stützmauern, Brücken, Tunnelportale, Viadukte, Stationen) und Details (Stadtbahngeländer, Tore, Möbel, Beleuchtungskörper etc.) aller Stadtbahnlinien. Es entstanden nach sechs Jahren Bauzeit neben Viadukten, Brücken und Galerien auch (auf der heutigen U6) sechs Stationen, die in einem Übergangsstil zwischen Späthistorismus und Jugendstil gehalten sind. Diese Stationen stehen mittlerweile alle unter Denkmalschutz. Die Stationen am Gürtel stehen an Stelle von Toren des Linienwalls. Mit Ausnahme der Stationen Burggasse und Westbahnhof sind sie als Hochbahnstationen ausgeführt. Sie sind massige, klassizierende Baukörper mit Eckpylonen oder pylonartigen Eckrisaliten. Die Eingänge liegen in der Mitte der Baukörper und sind meist mit dorischen Säulen markiert. Die Tiefbahnstationen (von denen es auf der U6 nur noch die Station Burggasse gibt, die ursprüngliche Station Westbahnhof ist nicht mehr erhalten) sind einfache Torbauten, deren Hauptakzent eine Traggitterkonstruktion über den Eingängen ist. Sie wird von Metallpfeilern durchbrochen. Letztgenannte Elemente sind, wie die Fensterrahmen und Überdachungen, in Resedagrün lackiert.
Sanierung der historischen Hochbauten

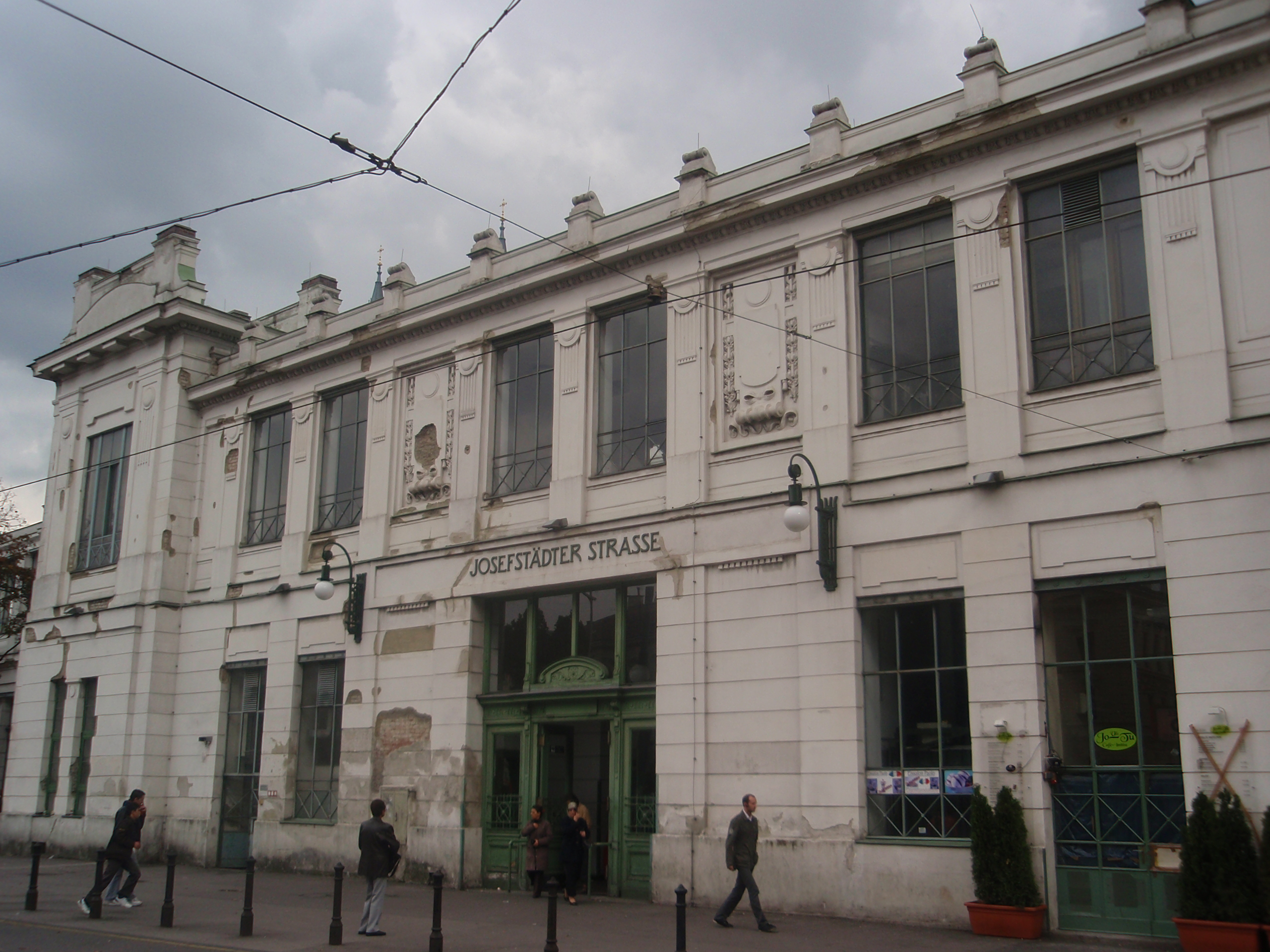
Josefstädter Straße: Außenansicht und …
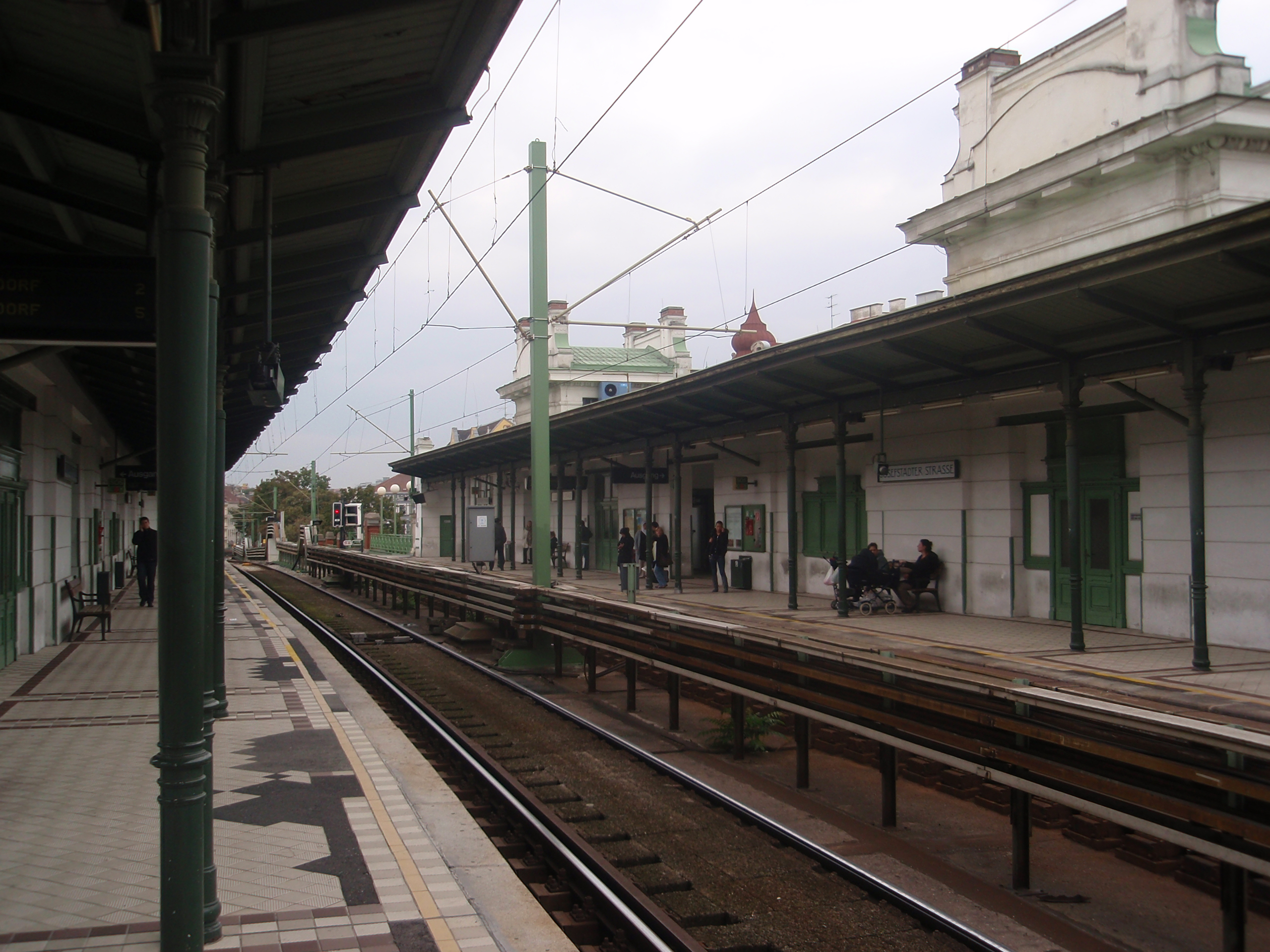
… Bahnsteige vor der Renovierung,…
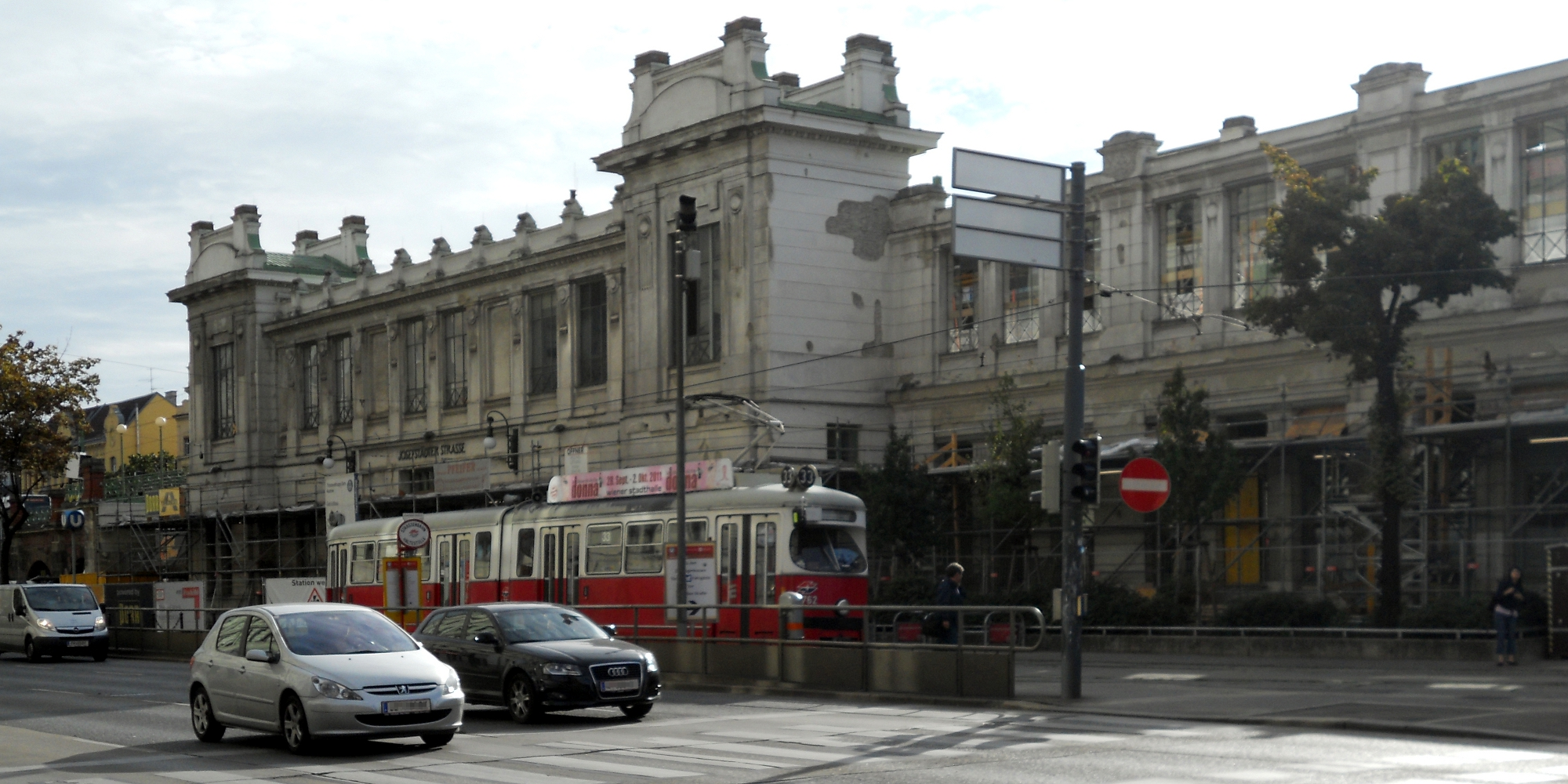
… während der Renovierung sowie …
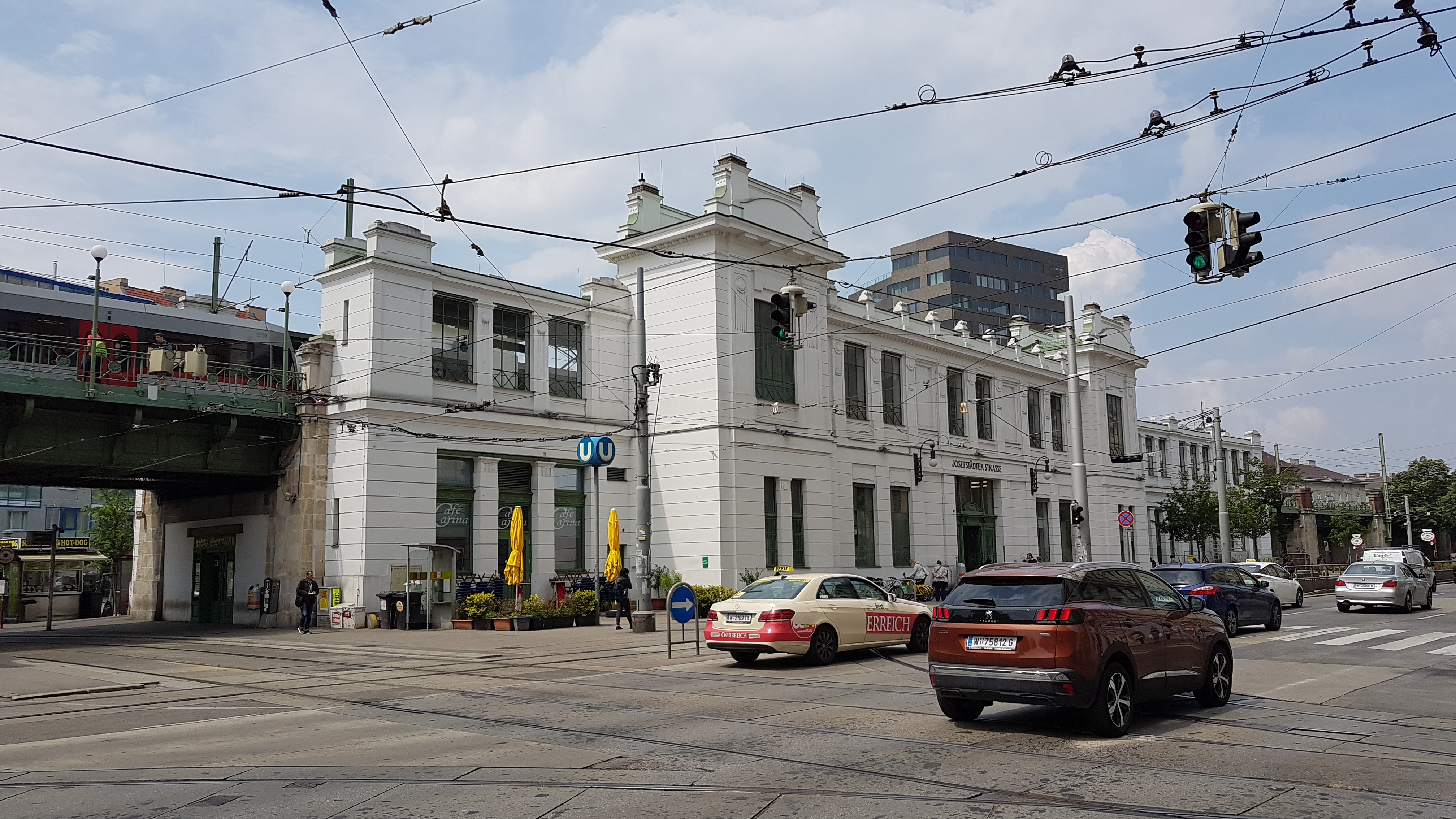
… Außenansicht und …
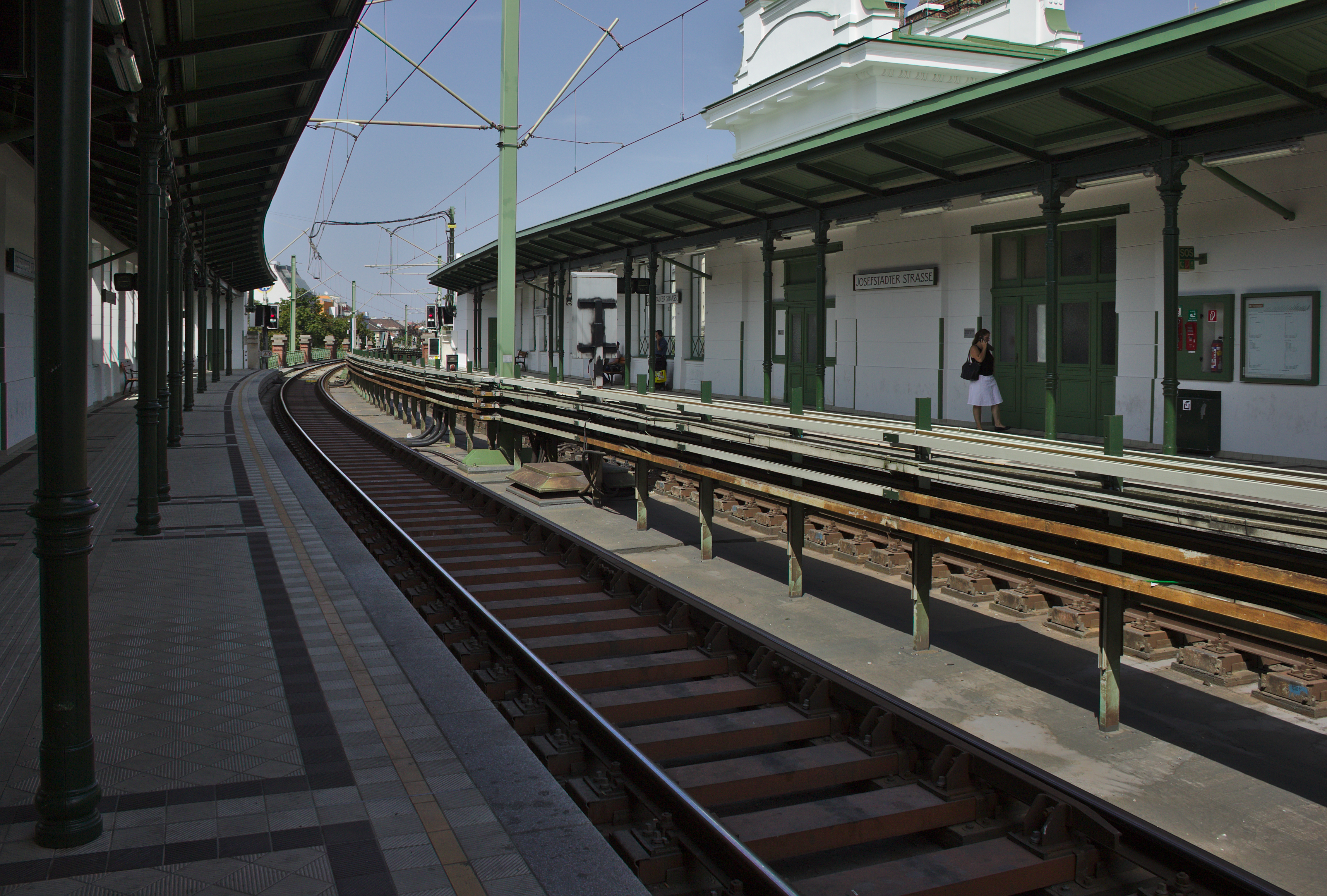
… Bahnsteige nach der Renovierung

Die historischen Aufnahmsgebäude, die Otto Wagner als „weiße Paläste“ konzipierte, benötigen naturgemäß einen größeren Erhaltungsaufwand als die Neubaustationen. Besonders die verputzten Wandflächen leiden unter der enormen Verkehrslast von heute. Darüber hinaus wurde der Einsatz von schmutzabweisender Farbe von Seiten des Bundesdenkmalamtes untersagt, da diese luftdichte Farbe die Ableitung der Feuchtigkeit aus dem alten Mauerwerk verhindere.
Im Rahmen des Umbaus der Stadtbahn zur U-Bahn wurden das erste Mal nennenswerte Erneuerungsarbeiten an den Bauwerken durchgeführt. Fliesenbeläge wurden neu verlegt, die Schauflächen der Stationen instand gesetzt und Aufzüge eingebaut. Im Rahmen eines mehrjährigen Sanierungsprogramms wurden ab dem Jahr 2000 dann erneut die Oberflächen in den historischen Bauten erneuert; nicht jedoch in den  Stationen Burggasse-Stadthalle und Josefstädter Straße. Letztgenannte wurde in den Jahren 2011 bis 2013 umfassend generalsaniert. Im Laufe der Arbeiten traten allerdings unerwartet substanzielle Schäden an dem Bauwerk zu Tage, die den Bauablauf nachhaltig verkomplizierten und letztlich auch eine Prüfung der Causa seitens des Stadtrechnungshofes nach sich zogen. Offenbar waren die massiven Feuchtigkeitsschäden unter den Bahnsteigen durch langjährig mangelhaft durchgeführte Überwachungs- und Instandhaltungsarbeiten verursacht worden. Die Wände unter den Bahnsteigen waren demnach statisch nicht mehr geeignet, Belastungen aufzunehmen. Zusätzlich kritisierte der Bericht den „unbefriedigenden bis schlechten Bau- und Erhaltungszustand“ der in den 2000er Jahren sanierten Stationen bzw. den Zustand der Station Josefstädter Straße nur ein Jahr nach Abschluss der  Bauarbeiten. Aufgrund dieser komplexeren Arbeiten wurde ein Teilstück der Linie zwischen Westbahnhof und Alser Straße im Sommer 2011 gesperrt. Als Ersatz wurde die Straßenbahnlinie „E“ zwischen Westbahnhof und Nußdorfer Straße, die großteils parallel zur Straßenbahnlinie 5 verkehrte, eingerichtet.
Die Generalsanierung der übrigen Stationen, die in Abstimmung mit dem Bundesdenkmalamt erfolgt, greift nun wesentlich tiefer in die Substanz der Objekte ein als jene der letzten Jahrzehnte. Seither durchgeführt wurden Arbeiten an den Stationen Burggasse-Stadthalle (2013), Alser Straße (2014/2015), Währinger Straße-Volksoper (2016/2017) und Nußdorfer Straße (2018/2019). Bis 2020 wurde auch noch die Außenfassade an der Gumpendorfer Straße erneuert.

### Neubauten am Gürtel und der Strecke zum Bahnhof Meidling

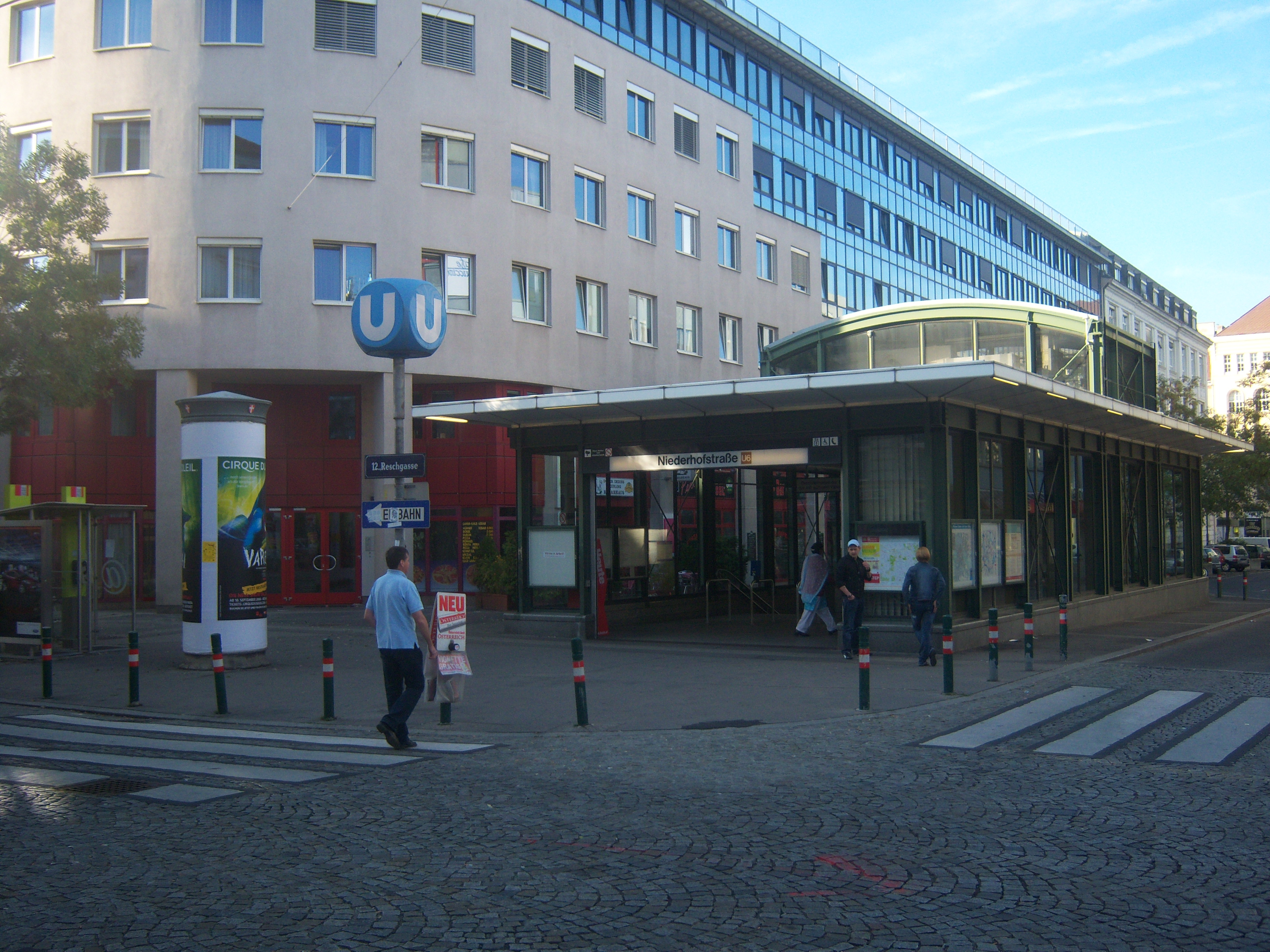
Aufnahmsgebäude der U-Bahn-Station Niederhofstraße …
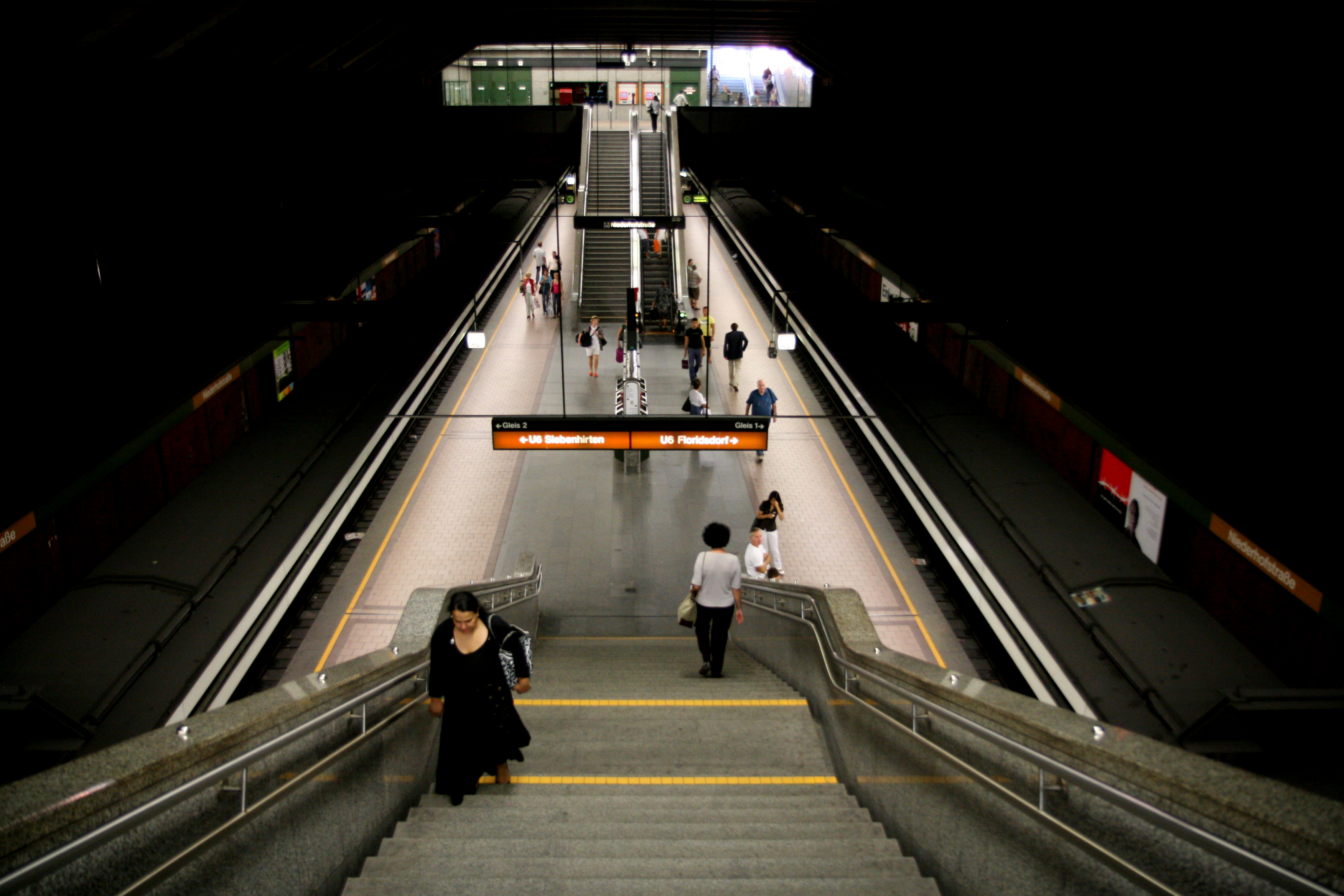
… und ihre Bahnsteige
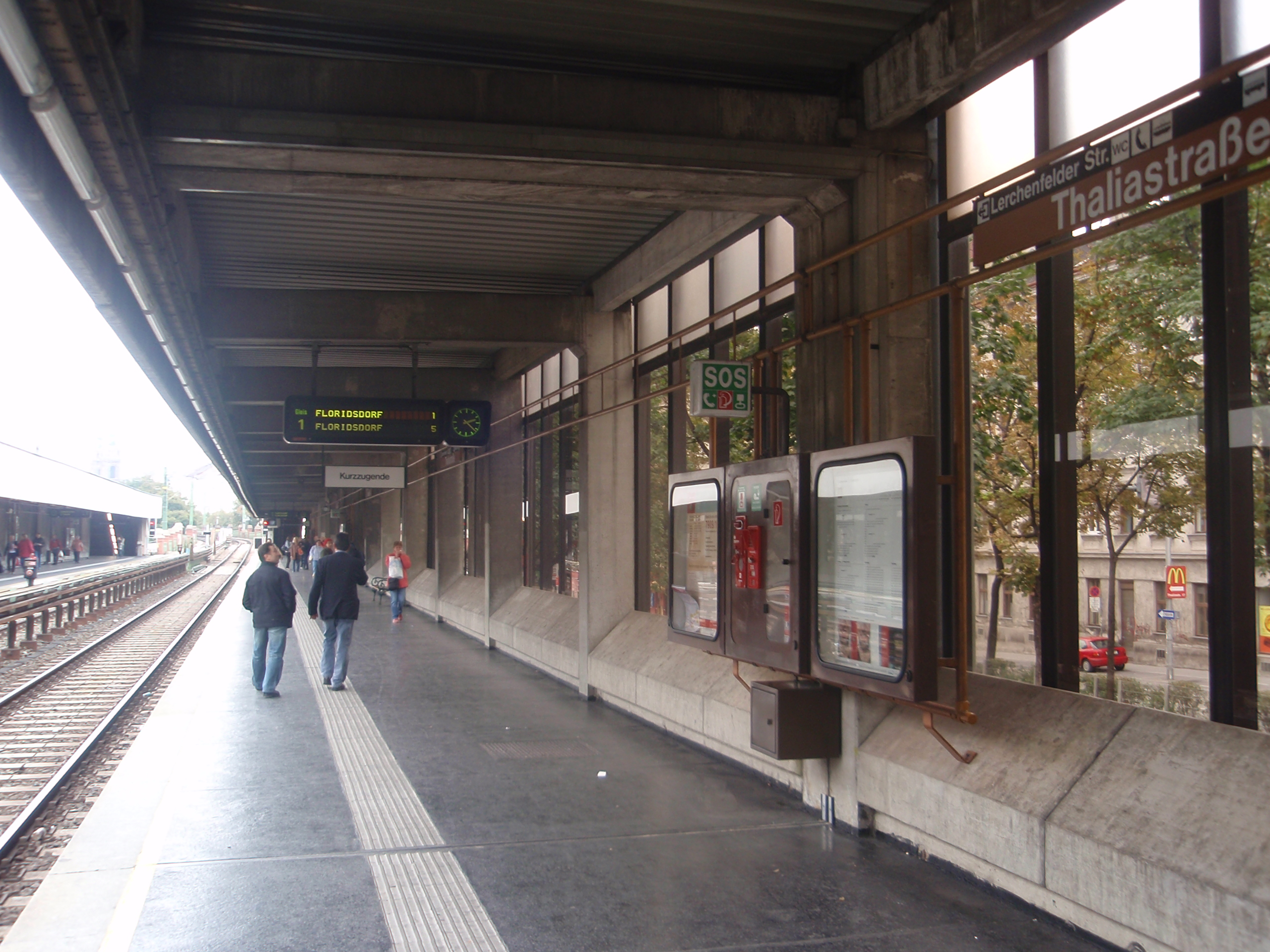
Bahnsteige in der Thaliastraße
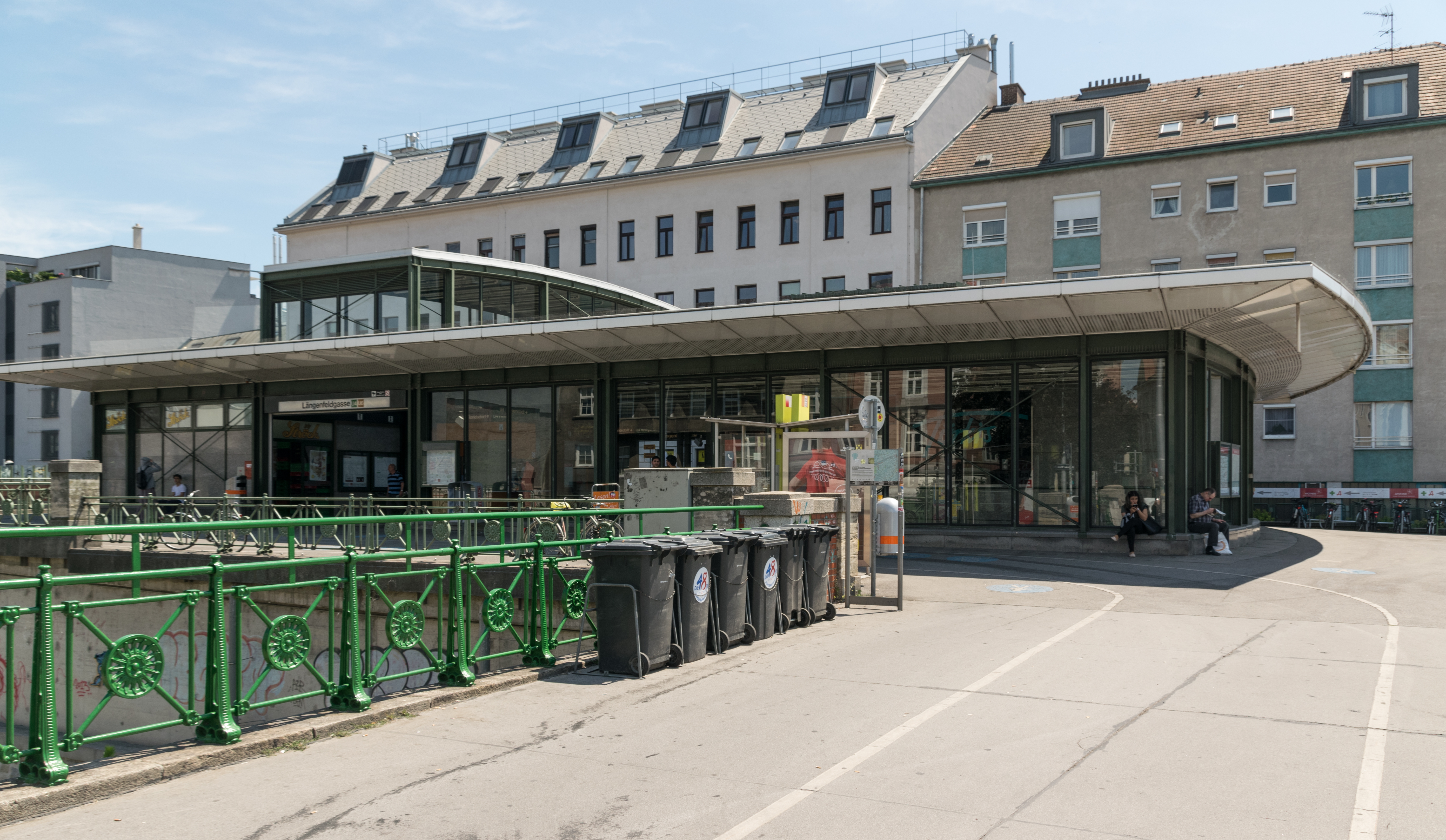
Aufnahmsgebäude Längenfeldgasse

Völlige Neubauten entlang der Kernstrecke sind die 1980 errichtete Station Thaliastraße (Architekten: R. Keimel und W. Höfer), die im Wesentlichen mittels Sichtbeton- und braun getönten Glaselementen gestaltet wurde und die 1987 in Betrieb genommene Station Michelbeuern. Letztere wurde wie die im südlichen Abschnitt gelegenen Stationen Längenfeldgasse, Niederhofstraße und Bahnhof Meidling (allesamt 1989 eröffnet) von Kurt Schlauss gestaltet. Die Bodenfliesen und das in grün gehaltene Inventar ihrer Stationsgestaltung sind als Anspielung an die Architektur Otto Wagners zu verstehen.

### Stationen des Südastes

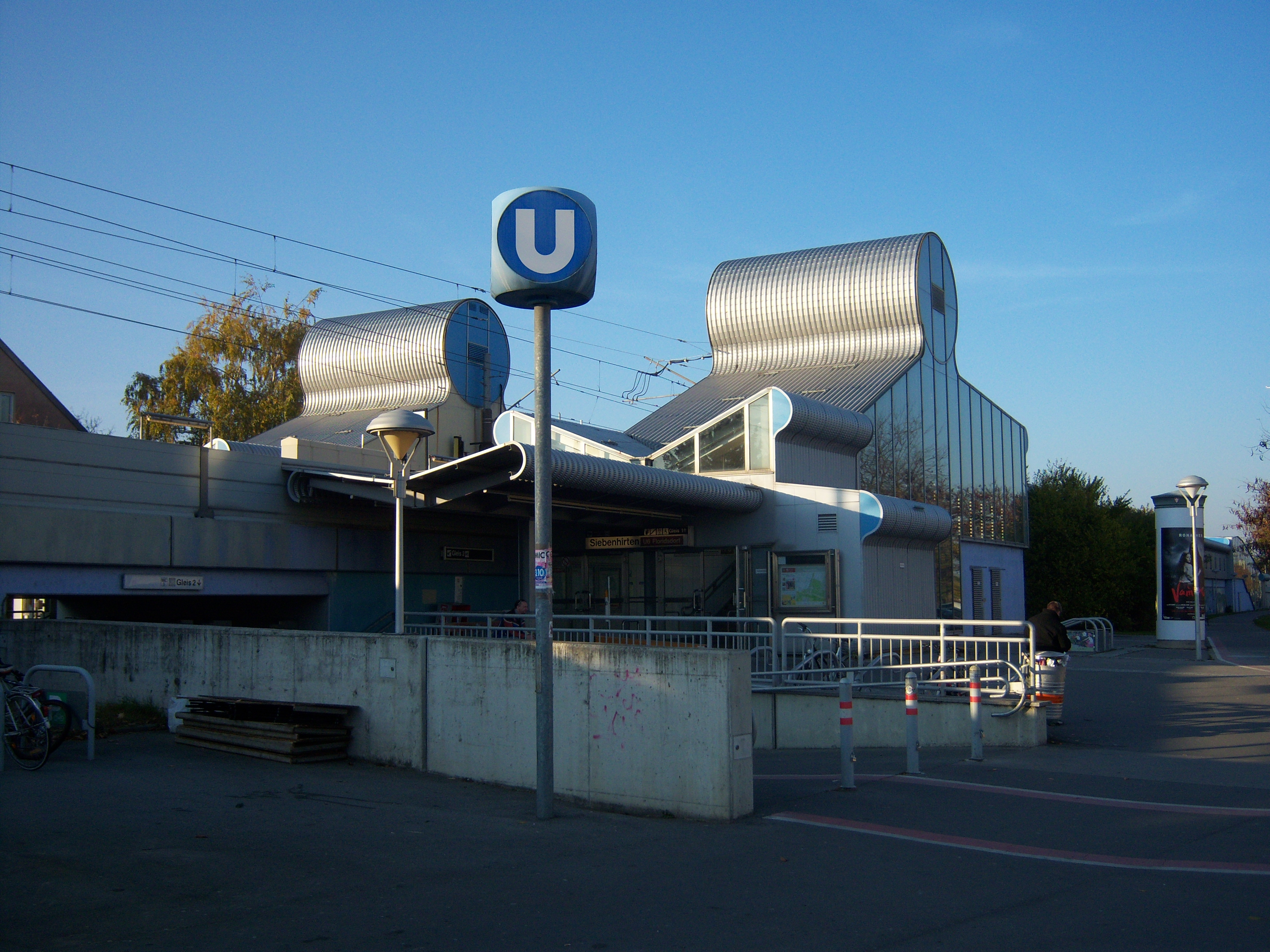
Station Siebenhirten mit typischen Dachkonstruktionen …
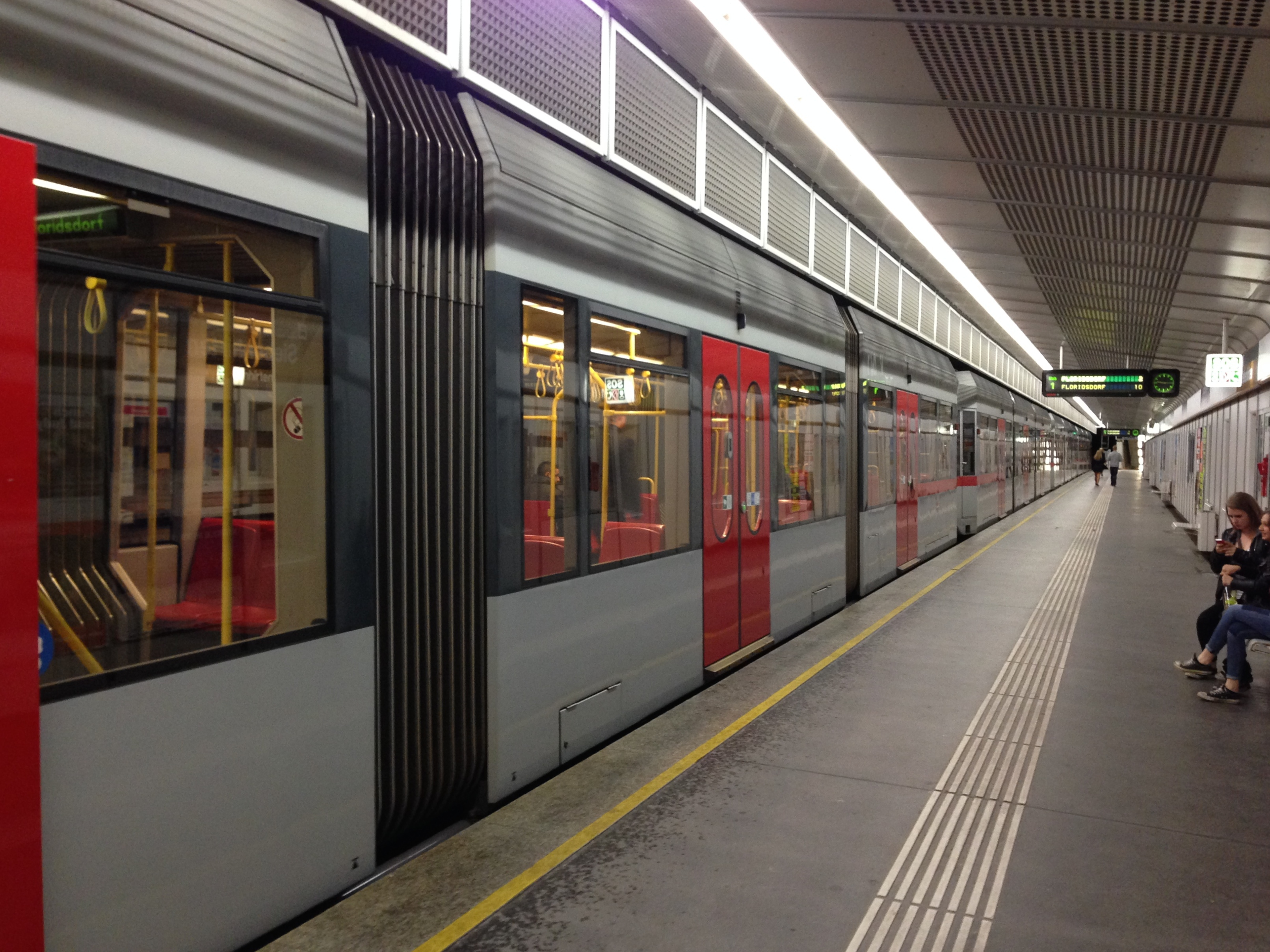
… und Bahnsteigen nach klassischem AGU-Design
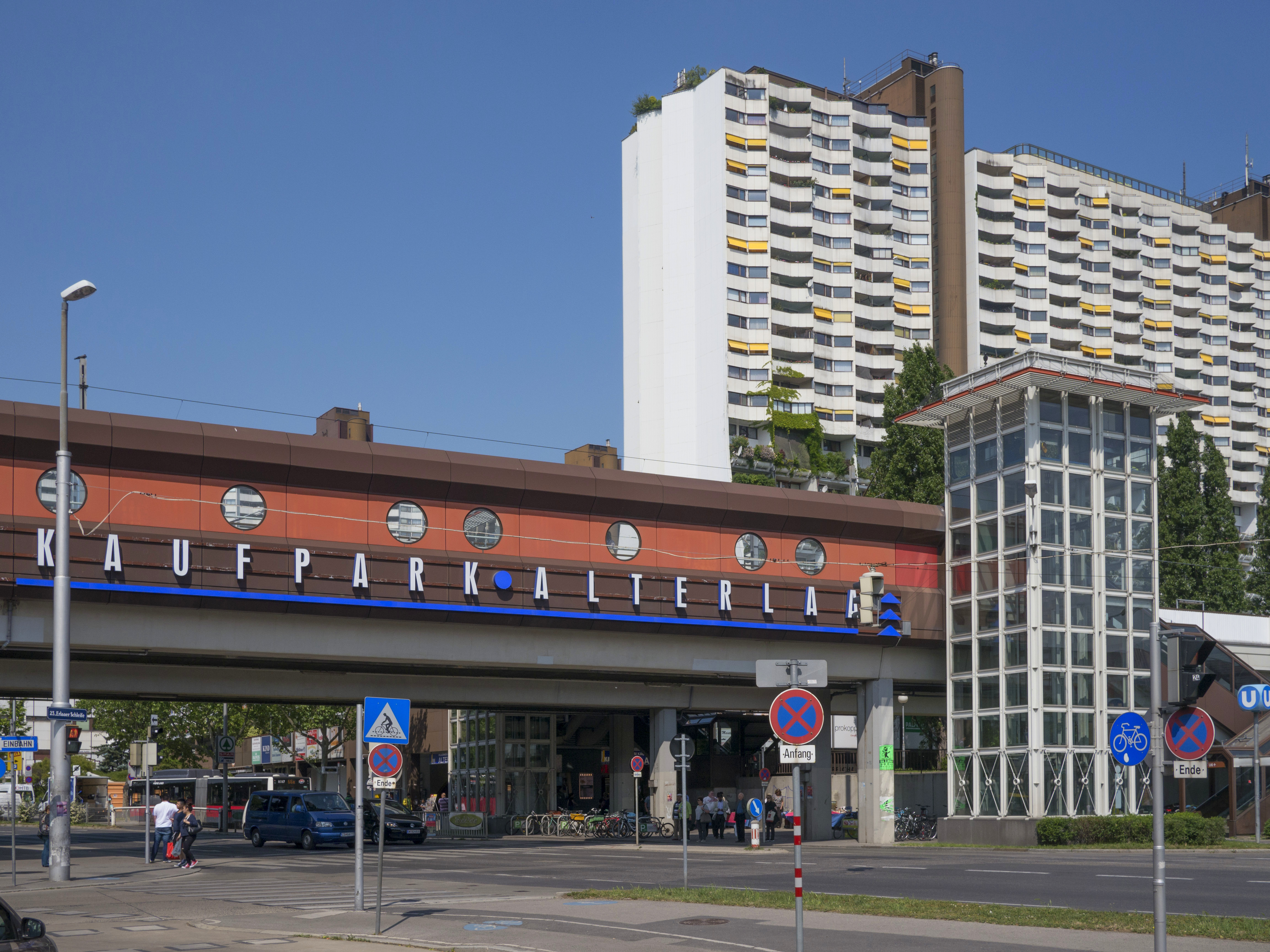
U-Bahn-Station Alterlaa mit einzigartigem Design

Architektonisch bemerkenswert sind auch die weiteren Stationen des Südastes, der 1995 fertiggestellt wurde. Zwar wurde dabei nur eine als Hochbahn geführte Straßenbahnlinie adaptiert, mit Ausnahme der Station Alterlaa (Architekten: Friedrich Winkler, Harry Glück, Kurt Hlaweniczka, Requat & Reinthaller) wurden aber völlig neue Stationsgebäude errichtet. Es handelt sich um die Stationen (von Süd nach Nord): Siebenhirten, Perfektastraße, Erlaaer Straße, Am Schöpfwerk und Tscherttegasse. Auch der Betriebsbahnhof Rößlergasse ist hier dazuzuzählen. Die Planungen wurden von Johann Georg Gsteu 1990 begonnen – zu dieser Zeit war die technische Planung im Wesentlichen schon abgeschlossen. Gsteu machte sich eine neue Technik der Verformung von Aluminiumtrapezblech (das sogenannte Einziehverfahren) zu Nutze, das die Konstruktion verschieden geformter Bögen erlaubte. In der Kombination mit blau lasiertem Beton und Glas ergibt sich eine markante Signalwirkung. Ein besonders auffälliges Element sind die oben abgerundeten Aufzugstürme. Da Gsteu lediglich die Fassaden der bereits geplanten Bauwerke überarbeitete, ist ihr Inneres im gewohnten Paneeldesign der Architektengruppe U-Bahn (AGU) gestaltet.

### Stationen des Nordastes

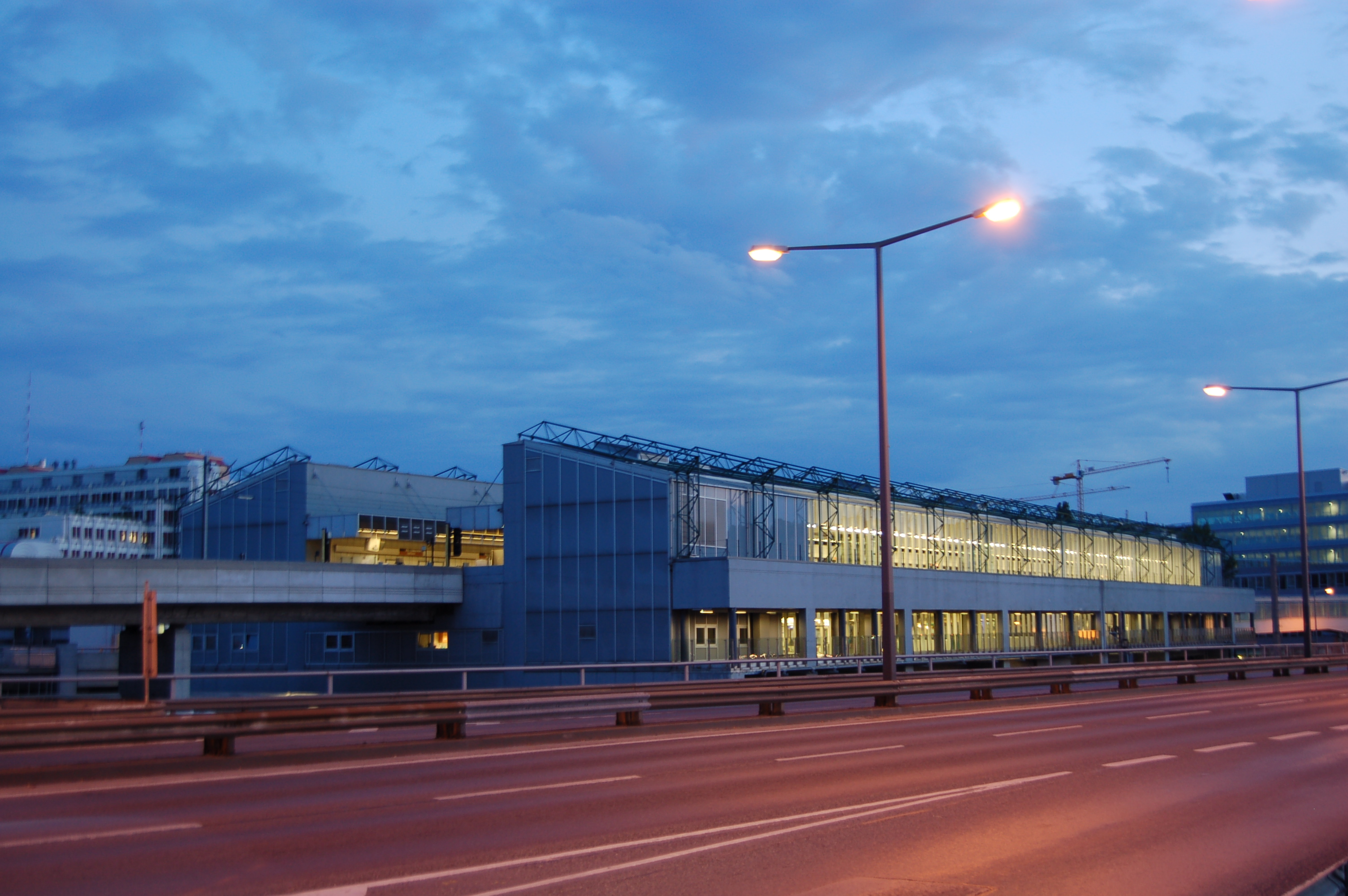
U-Bahn-Stationen in der Spittelau, …
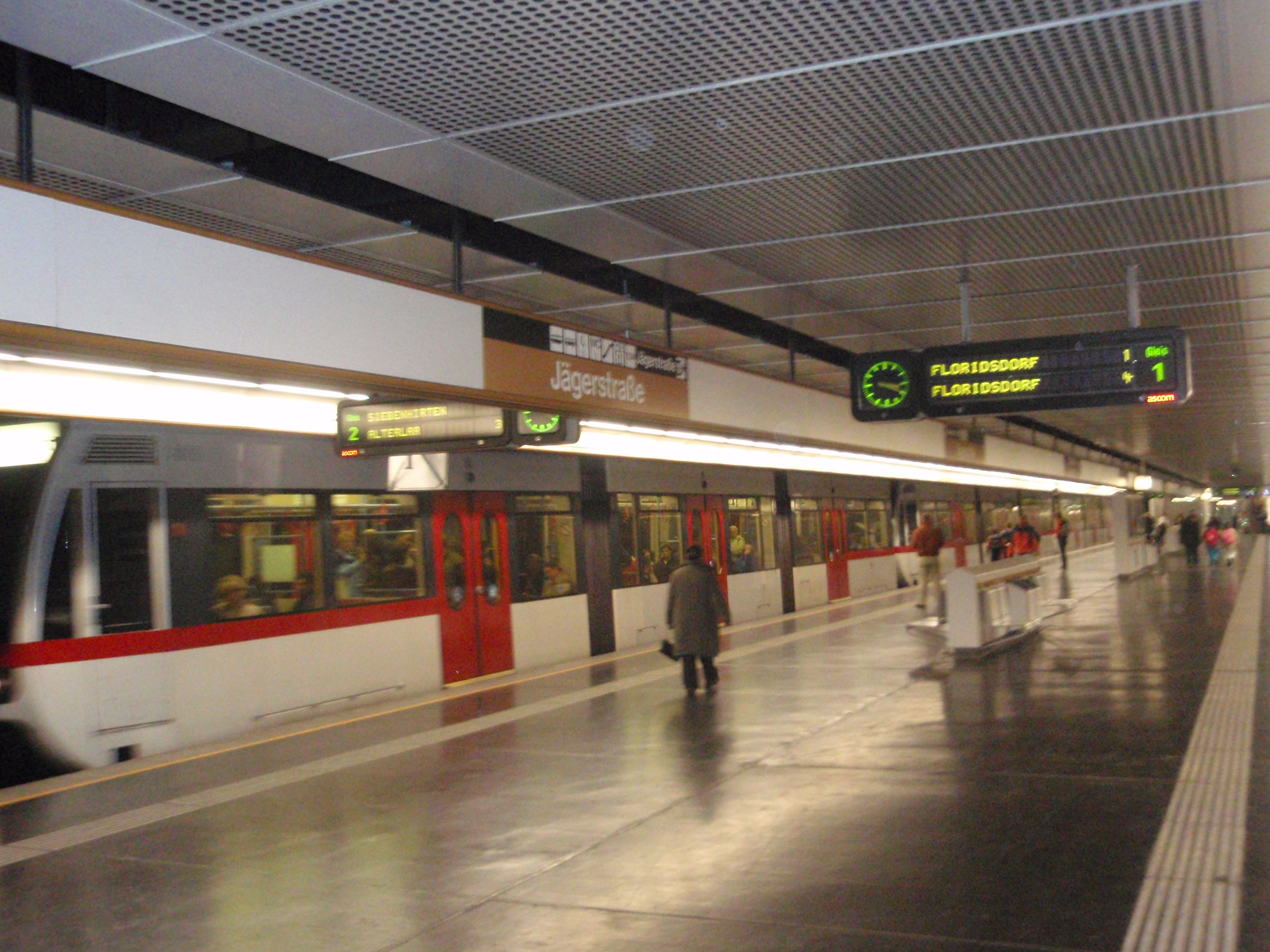
… der Jägerstraße und …
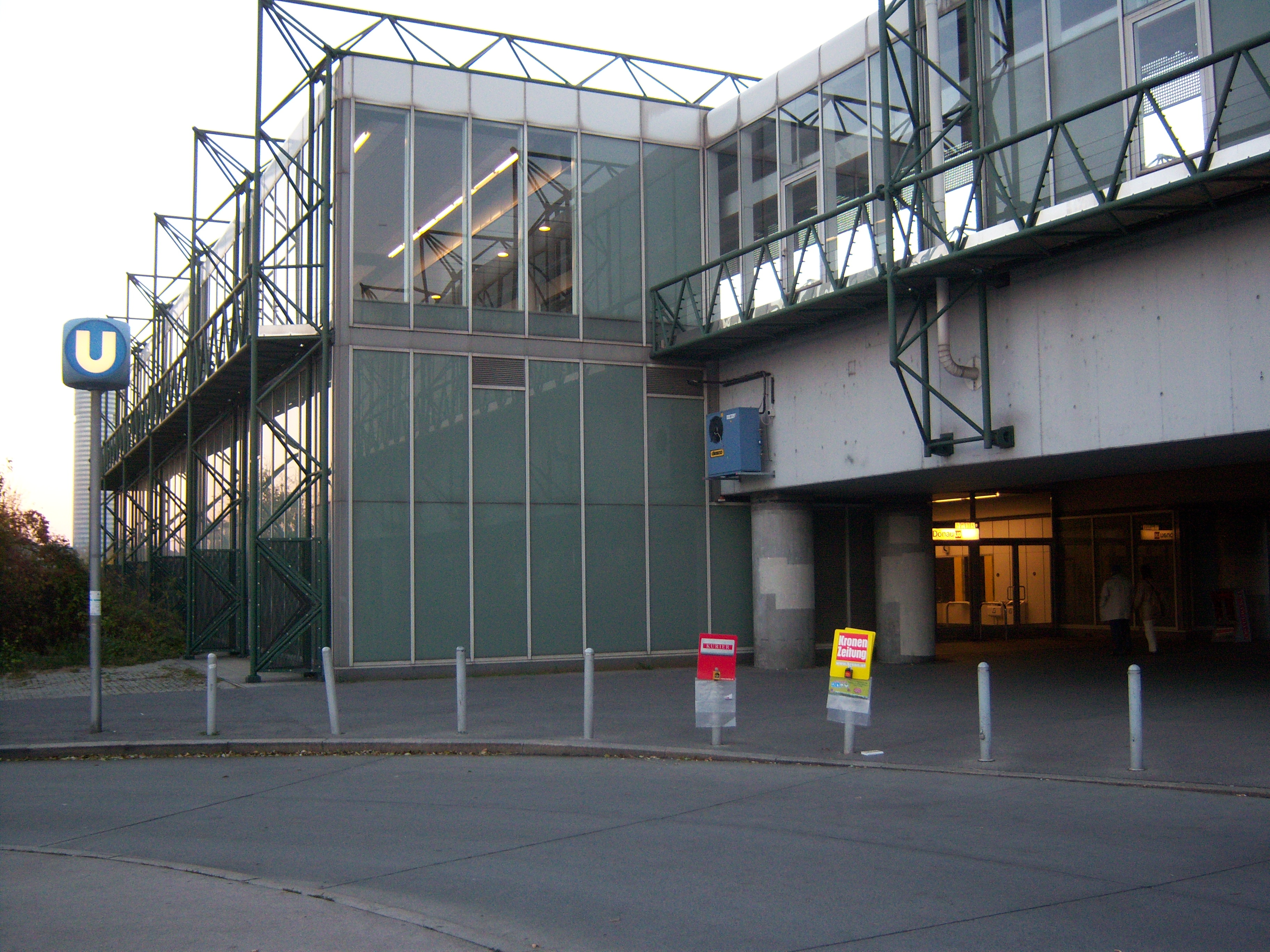
… an der Neuen Donau

Wesentlich umfangreicher die Handschrift der AGU trägt hingegen der nördliche Streckenast (Spittelau – Floridsdorf). Die Hochstationen sind dabei alle großvolumige, lichtdurchflutete Bauten und bekamen eine auffällige Primärkonstruktion aus Raumfachwerkträgern, die vor den Fassaden und  über den Bahnsteigdächern positioniert wurden. Die Tiefstationen und ihre Aufnahmsgebäude sind im von der Linie U3 bekannten Erscheinungsbild ausgeführt.

## Fahrzeuge

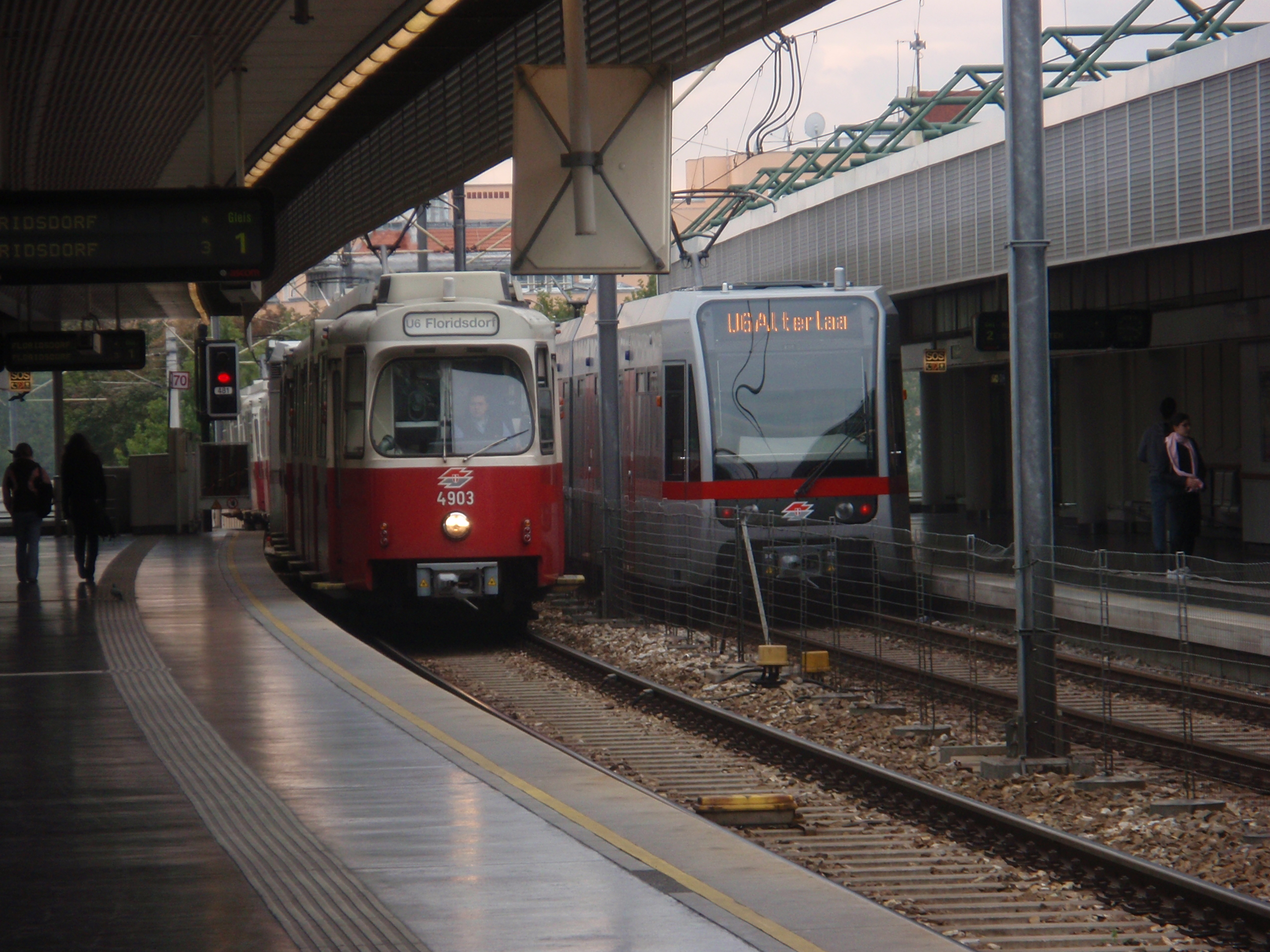
Die Type E_{6} (links) wurde 2008 von der Type T_{1} (rechts) abgelöst.

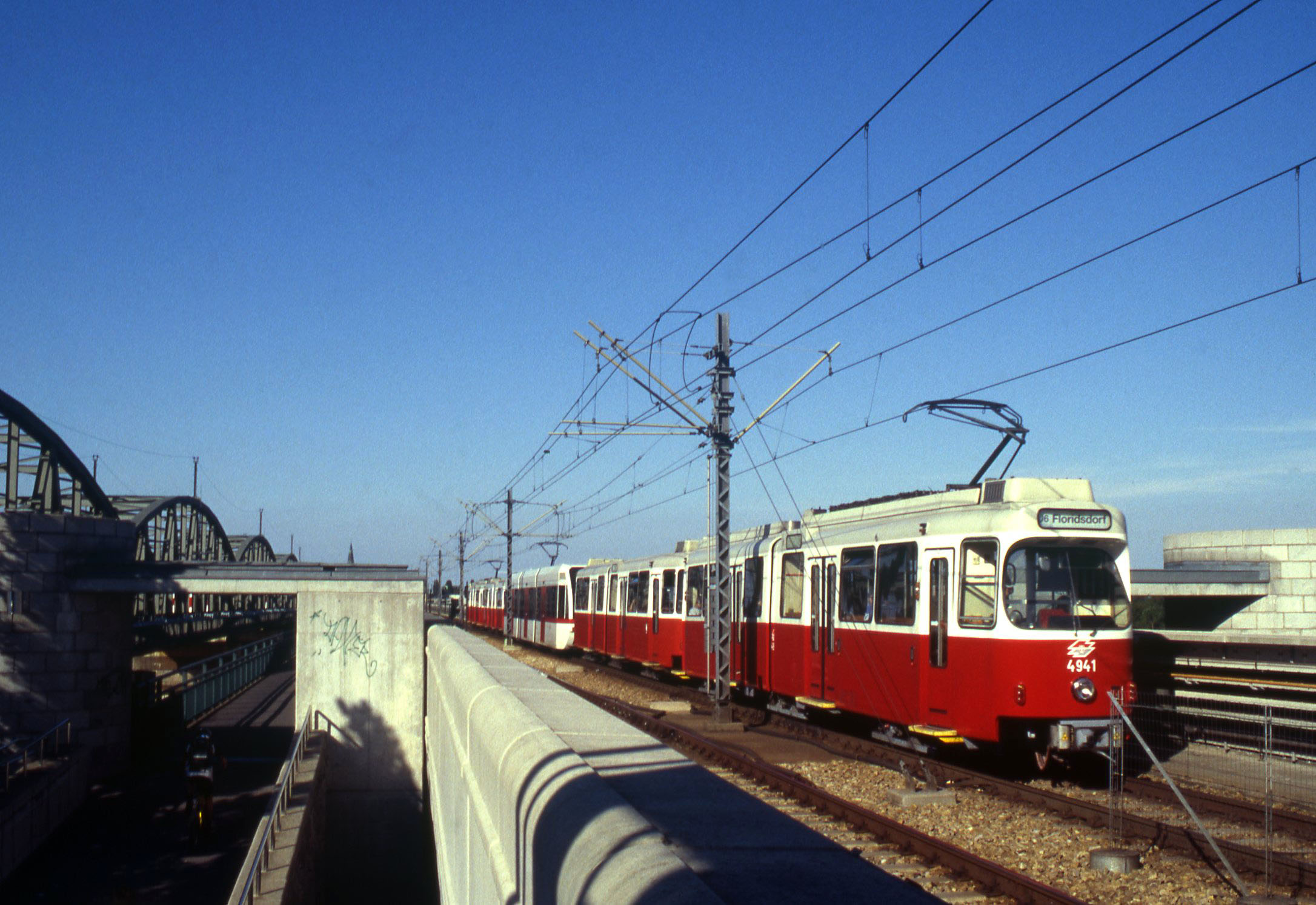
Mischbetrieb von E_{6} und T (bis 2008)

Auf der Linie U6 verkehren andere Fahrzeuge als auf den Linien U1 bis U4. Grund dafür ist, dass sich mit der Umstellung von Stadtbahn auf U-Bahn im Jahr 1989 lediglich die Bezeichnung änderte, jedoch keine Adaptierung der Strecke auf Betrieb mit Stromschiene oder Linienzugbeeinflussung durchgeführt wurde. Das System mit straßenbahnähnlichen Fahrzeugen, optischen Signalen und Betrieb mit Oberleitung wurde von der Stadtbahn übernommen. Die Stadtbahnfahrzeuge der Typen E6 und c6 verkehrten nun auf der U6. Im Volksmund wird diese Linie daher bis heute oft als Stadtbahn bezeichnet. Die Wagen der U6 sind schmäler (2,65 statt 2,80 bzw. 2,85 Meter) als im übrigen U-Bahn-Netz, darüber hinaus weichen Radsatzspurmaß (1426 statt 1432 mm), Radsatzleitmaß (1403 statt 1405 mm), Aufkeilweite (1380 statt 1378 mm), Radbreite (110 statt 126 mm), Spurkranzbreite (23,3 statt 27,2 mm), Spurkranzdicke (20,7 statt 26,7 mm), Spurkranzhöhe (25 statt 26 mm) und Spurspiel (9 statt 3 mm) ab.
Ab dem 5. Dezember 1993 wurden neue und mit 2,65 Metern etwas breitere Niederflurfahrzeuge der Type T eingesetzt, wozu die Gleise in den Stationen zuvor um jeweils 17 Zentimeter von den Bahnsteigen abgerückt werden mussten. Im Gegenzug erhielten die nur 2,305 Meter breiten Bestandsfahrzeuge schon in der Nacht vom 5. auf den 6. Jänner 1993 feste Trittbretter mit einem auffälligen gelben Warnanstrich, um die dadurch entstandene Spalte auszugleichen. Die Niederflurwagen verkehrten ab dem 6. Februar 1994 auch im Verbund mit den älteren Hochflurfahrzeugen, wobei sich im Regelfall in jedem Zug in Zugmitte mindestens ein neuer Wagen befand. Für diesen Mischbetrieb erhielten die Wagen des Typs T die glasfaseroptisch übertragene Vielfachsteuerung der Bestandswagen, erkennbar an Laserwarnsymbolen auf den Abdeckklappen der Kontaktaufsätze der Kupplungen. In den Niederflurwagen war erstmals auch auf der U6 die Fahrradmitnahme möglich, die auf den anderen U-Bahn-Linien von Beginn an Standard war. Später wurden auch reine T-Züge eingesetzt. Seit 2008 kommt eine Weiterentwicklung dieser als Type T1 zum Einsatz. Ein Zug wird aus vier T oder T1-Wagen gebildet. Die Wagen des Typs T1 wurden wieder mit einer elektrisch übertragenen Vielfachsteuerung ausgerüstet.
Am 23. Dezember 2008 fuhren letztmals die alten Stadtbahnfahrzeuge der Typen E6 und c6 im regulären Fahrgastbetrieb in Wien. Seitdem verkehren auf der U6 nur noch Niederflurwagen der Typen T und T1. Damit endete auch der Einsatz von Beiwagen, und die Höchstgeschwindigkeit der U6 konnte von 60 km/h auf die bei den übrigen U-Bahn-Linien üblichen 80 km/h erhöht werden. Nach Ausmusterung der E6 und c6 wurde außerdem die Vielfachsteuerung der Wagen des Typs T an die des Typs T1 angepasst, seitdem können beide Bauarten auch gemischt eingesetzt werden.
Direkt neben der Station Michelbeuern befindet sich der gleichnamige Betriebsbahnhof der Linie U6. Dieser wurde 1927 errichtet und schon von der Stadtbahn benützt. Südlich der Station Alterlaa wurde ab 1994 die Abstellanlage Rößlergasse errichtet.

## Betriebszeiten und Takt
| Zeit                    | Mo–Fr (Schule) | Mo–Fr (Ferien) | Samstag    | Sonn- und Feiertag |
| ----------------------- | -------------- | -------------- | ---------- | ------------------ |
| 00:00 Uhr bis 04:30 Uhr | Kein Betrieb   | Kein Betrieb   | 15 Minuten | 15 Minuten         |
| 04:30 Uhr bis 07:00 Uhr | 3–5 Minuten    | 4–5 Minuten    | 7 Minuten  | 7 Minuten          |
| 07:00 Uhr bis 20:00 Uhr | 3–5 Minuten    | 4–5 Minuten    | 5 Minuten  | 5 Minuten          |
| 20:00 Uhr bis 24:00 Uhr | 8 Minuten      | 8 Minuten      | 8 Minuten  | 8 Minuten          |

Aufgrund geringerer Auslastung zwischen den Stationen Alterlaa und Siebenhirten endete bis Mitte Mai 2020 während den Stoßzeiten jeder zweite Zug in Alterlaa, um durch zusätzliche Fahrzeugkapazitäten dichtere Intervalle auf dem stärker frequentierten Abschnitt Floridsdorf – Alterlaa zu ermöglichen. Seit dem 11. Mai 2020 fährt jeder Zug nach Siebenhirten.